# Альфа (спецподразделение)
Управле́ние «А» Це́нтра специа́льного назначе́ния Федера́льной слу́жбы безопа́сности Росси́йской Федера́ции (Управле́ние «А» ЦСН ФСБ Росси́и) — специальное подразделение Центра специального назначения Федеральной службы безопасности Российской Федерации. Образовано в СССР 29 июля 1974 года под названием Группа «А» 5-го отдела 7-го управления КГБ СССР и продолжает свою деятельность в современной России. Среди журналистов и обычных людей известно больше под названием Гру́ппа «А́льфа» или просто «А́льфа», ставшим известным брендом. Вместе со спецподразделением «Вымпел» группа «Альфа» являются наиболее известными российскими антитеррористическими подразделениями, решающими задачи обеспечения национальной безопасности.
Основные задачи Управления «А» — осуществление специальных силовых операций по предотвращению террористических актов, поиску, обезвреживанию или ликвидации террористов, освобождению заложников и т. д. Кроме того, бойцы группы «Альфа» привлекаются и к прочим операциям ФСБ России особой и повышенной сложности, а также действуют в «горячих точках», в том числе в таких российских республиках, как Чечня, Дагестан, Ингушетия и др. Спецподразделение предназначено для проведения контртеррористических специальных операций с применением специальной тактики и средств. Задача сотрудников «Альфы» — нейтрализация террористов, захватывающих воздушные и водные суда, наземный транспорт, а также удерживающих заложников в зданиях.

## Образование группы
Решение о создании группы «А» было принято после совершённого в ночь с 5 на 6 сентября 1972 года на Олимпиаде в Мюнхене террористического акта, в ходе которого от рук палестинской террористической группировки «Чёрный сентябрь» погибли 11 членов олимпийской сборной Израиля, а также после попытки угона самолёта Як-40 террористами из аэропорта Внуково, которая состоялась почти за 4 недели до образования «Альфы» — 3 июля 1974 года. По словам ветеранов «Альфы», после нейтрализации злоумышленников «вокруг самолёта стоял густой пороховой дым». Это был не первый случай попытки угона самолёта в СССР: в 1954 году бортмеханик Т. Т. Ромашкин ценой жизни сорвал угон Ли-2 из Таллина, в 1970 году Пранас и Альгирдас Бразинскисы угнали Ан-24 в Турцию, застрелив стюардессу. Согласно М. Е. Болтунову, председатель Комитета государственной безопасности СССР Юрий Андропов в личном разговоре с начальником Седьмого управления КГБ СССР Алексеем Бесчастновым напомнил, что немецкая полиция оказалась не в состоянии спасти заложников в Мюнхене, и выразил опасения, что подобные события могут повториться и в СССР, а опыта разрешения подобных конфликтов силовыми методами с нейтрализацией бандитов в Советском Союзе не было.
Чтобы встретить во всеоружии предстоящие в 1980 году Летние Олимпийские игры в Москве, возникла необходимость формирования спецподразделения, способного противостоять возможным террористическим угрозам и обеспечивать безопасность советских граждан (в том числе и высшего руководства) как на территории СССР, так и, в случае необходимости, за рубежом. В ФРГ после Олимпиады с той же целью — предотвращения повторных трагедий — был создан отряд GSG 9, который занимался пресечением особо тяжких преступлений, связанных с убийствами, разбоем и захватом заложников; именно этот отряд Андропов приводил в качестве примера ответных действий властей ФРГ на террористические акты. Аналогично в США появилось армейское спецподразделение «Дельта» в 1977 году; в эти же годы появились спецподразделения GIGN во Франции. На стол руководства КГБ СССР поступала информация не только о создании спецподразделений по борьбе против терроризма за рубежом, но и о новых террористических актах: она тщательно анализировалась, что учитывалось при продумывании идеи о новом подразделении КГБ СССР.
Приказом № 0089 / ОВ («особой важности») от 29 июля 1974 года по инициативе председателя КГБ СССР Юрия Андропова в 5-м отделе (охраны дипломатических представительств) Седьмого управления КГБ СССР при Совете Министров СССР было создано особое структурное подразделение, известное как «Группа „А“» (от слова «антитеррор», которое негласно в КГБ называли «Группа Андропова», хотя сам Андропов не считал наименование каким-либо важным в деятельности группы). В обязанности группы входило выполнение специальных заданий председателя КГБ СССР по пресечению террористических, диверсионных и иных особо преступных акций. Первым командиром спецподразделения был назначен генерал-майор пограничных войск Виталий Бубенин, Герой Советского Союза и участник советско-китайских вооружённых столкновений на острове Даманский. Аналогичными специальными подразделениями в составе КГБ СССР, схожими по функциям, в те годы также являлись «Зенит» и «Каскад». Численность первой группы составляла 30 человек: по воспоминаниям полковника А. Н. Савельева 1992 года, первый набор группы «А» и призыв 1978 года были одними из лучших за историю группы благодаря тому, что призванные в группу люди не только имели отличную физподготовку благодаря занятию спортом, но и отличались высоким интеллектом.
- Алуценко Андрей Иванович
- Афанасьев Александр Сергеевич (начальник смены)
- Багров Владимир Михайлович
- Баев Алексей Иванович
- Берлев Николай Васильевич
- Бубенин Виталий Дмитриевич (командир группы)
- Ванькин Владимир Николаевич
- Виноградов Виктор Серафимович
- Голов Сергей Александрович
- Головатов Михаил Васильевич
- Емышев Валерий Петрович (начальник смены)
- Зудин Геннадий Егорович
- Ивон Роберт Петрович (заместитель командира группы)
- Изотов Юрий Антонович (начальник смены)
- Кисленков Валерий Сергеевич
- Климов Павел Юрьевич
- Коломеец Сергей Георгиевич
- Коптев Сергей Иванович
- Кузнецов Геннадий Андреевич
- Леденёв Дмитрий Александрович (начальник смены)
- Лопанов Александр Михайлович
- Молоков Александр Михайлович
- Мочалкин Виктор Сергеевич
- Панкин Вячеслав Михайлович
- Савельев Анатолий Николаевич
- Симонов Александр Иванович
- Федосеев Владимир Матвеевич
- Филимонов Владимир Иванович
- Цымбалюк Анатолий Александрович
- Чудеснов Евгений Николаевич

Конкурсный отбор личного состава для группы был очень жёстким: туда могли быть зачислены только люди, имевшие высокий уровень физической и профессиональной подготовки, годные для службы в Воздушно-десантных войсках, положительно себя зарекомендовавшие, а также честные, преданные своей Родине, психологически выносливые и добросовестные; также они должны были являться офицерами КГБ, имеющими московскую прописку. В связи с тем, что подобных отрядов и групп прежде не сформировывалось в связи с отсутствием прецедентов, которые создали бы необходимость в таковых подразделениях, формирование группы «А» осуществлялось исключительно на добровольной основе. Первая база нового отряда была размещена в борцовском зале на Новослободской улице в Москве. В отличие от зарубежных спецподразделений типа «Дельта», для пополнения личного состава «Альфы» руководство КГБ СССР не проводило массовый смотр потенциальных кандидатов, направляя своих представителей в те или иные уголки СССР, а разрешило принимать любых сотрудников КГБ при наличии у них московской прописки, но, прежде всего, полагалось на опыт комитетского отдела кадров и даже на личные знакомства последних с кандидатами. Савельев отмечал, что многие пришли в группу из службы наружного наблюдения, Седьмого управления КГБ СССР («наружки»), где от сотрудников требовалось постоянно думать и анализировать ситуацию для принятия верного решения.
В связи с тем, что для подготовки и тренировок личного состава отряда не было возможности и смысла создавать новую базу, группу «А» передали в Седьмое управление КГБ СССР, где имелись соответствующие для этого условия. При создании группы «А» руководство КГБ СССР стремилось создать такую мощную базу для развития отряда, чтобы она не уступала как минимум главной базе GSG-9 под Бонном, на которой были созданы все необходимые условия для тренировок отряда. Помимо разработки своих программ, руководство также использовало некие наработки аналогичных кубинских служб безопасности.

## Деятельность в СССР

### Операции группы «А» в 1970-е годы

#### Первые операции
На протяжении первых двух лет существования группы она несколько раз поднималась по тревоге: ей приходилось разгонять демонстрации студентов у посольств Эфиопии и Того, которые требовали повышения стипендий — оперативники после первых попыток переговоров затем сами входили в посольства и выводили протестующих, рассаживая их по автобусам. В 1976 году в Москве услуги «Альфы» понадобились при освобождении посла Гайаны, взятого в заложники группой студентов-соотечественников. Ещё два сотрудника в 1976—1977 годах несли службу в Ливане, обеспечивая личную безопасность советского посла, резидента КГБ и членов семей дипломатов. Первая серьёзная операция с участием группы «А» состоялась 18 декабря 1976 года, когда в Цюрих по указанию Ю. В. Андропова вылетел самолёт Ту-134, доставивший диссидента В. К. Буковского с матерью, сестрой и тяжело больным племянником. На борту находились четыре сотрудника группы «А» — заместитель командира группы «А» майор Р. П. Ивон и его подчинённые Н. В. Берлев, Д. А. Леденёв и С. Г. Коломеец. По воспоминаниям Берлева, Буковский утверждал, что сопровождавшие его силовики обращались с ним вежливо.
В соответствии с приказом № 00133/ОВ 10 ноября 1977 года группа начала функционировать на правах оперативного отдела. В том же году её численность была расширена с 30 до 56 человек, когда её командиром стал Г. Н. Зайцев. С июля по август 1978 года совместно с боевыми пловцами Черноморского флота ВМФ СССР оперативники группы «А» обеспечивали безопасность подводной части теплоходов «Грузия» и «Леонид Собинов», зафрахтованных для размещения на них делегатов XI Всемирного фестиваля молодёжи и студентов, который проходил в Гаване (ответственным за операцию был Зайцев). Однако, помимо этого, сотрудники группы «А» занимались также операциями по обезвреживанию угонщиков самолётов: в 1978 году было совершено минимум шесть попыток угона самолётов, в том числе один в Грозном (пассажир Махаев ранил бортмеханика, по приземлению в Махачкале застрелился) и один с посадкой в Пярну (некто Афонин, требовавший вылета в Швецию, был задержан оперативниками группы «А»), в 1979 году имели место попытки угона в Симферополе (учащийся Вяншас угрожал взрывом), Анадыре и Новокузнецке (оба угонщика были убиты).

#### Попытка обезвреживания Ю. Власенко и очередной обмен диссидентов
28 марта 1979 года в Москве в здании американского посольства оперативники группы «А» впервые вынуждены были обезвреживать человека с самодельным взрывным устройством — им был житель Херсона Ю. М. Власенко, который в 14:30 пришёл в консульский отдел в сопровождении второго секретаря посольства Роберта Прингла и потребовал крупную сумму денег и самолёт для вылета за границу, угрожая в случае отказа привести в действие взрывное устройство (мощностью 2 кг в эквиваленте тола). Прингл объяснил Власенко, что подобный вопрос решается с послом. Американский посол Малкольм Тун связался с МИД СССР, а те, в свою очередь, обратились в КГБ за помощью в разрешении сложившейся ситуации. В 15:35 к зданию подъехали оперативники группы «А» во главе с командиром группы «А» Г. Н. Зайцевым и его заместителем Р. П. Ивоном. В составе группы оперативников были также М. М. Романов, С. А. Голов, М. Я. Картофельников, В. И. Филимонов и В. Н. Шестаков. По словам С. А. Голова, всего приехало около 20 человек, в том числе 12 человек из его группы. Всех оперативников пустили в здание американцы.
По свидетельствам оперативников, Власенко несколько раз декламировал стихи Шиллера, держа при этом палец на кнопке, приводящей в действие взрывное устройство: оно представляло собой терочный механизм, который можно было легко зажечь. Как позже выяснилось, взрывоопасные компоненты, которые хранились в дупле — порох и соли пикриновой кислоты — раскисли, однако при этом не раскисла толовая шашка, взрыв которой мог бы причинить разрушения и посольству, и домам вокруг. Первоначальный план оперативников заключался в том, чтобы бросить хлорпикриновые шашки и с помощью слезоточивого газа вынудить террориста выйти из здания. Последующие переговоры со «смертником» вели Филимонов, Шестаков и Картофельников: в разговоре Власенко заявил, что работал на торговом флоте, несколько раз безуспешно пытался поступить в институт, неоднократно избивался сотрудниками милиции и мечтал получить квартиру в Москве. По словам оперативника С. А. Голова, Власенко был психически нездоров. Им так и не удалось убедить его сдаться, несмотря на то, что к вечеру Власенко уже был пьян. Майору С. А. Голову было дано указание выстрелить в террориста из бесшумного пистолета и ранить его, но не убивать. С расстояния 7—10 м Голов выстрелил дважды во Власенко из бесшумного пистолета 6П9 с глушителем, попав в кисть и плечо. В момент выстрела рядом с ним было пять человек: после выстрелов Власенко выбросил устройство, которое мгновенно сработало, убив террориста на месте. Взрыв произошёл в 20:47, в результате чего в посольстве начался пожар: оперативники успели вытащить наружу тело Власенко. Оперативник С. А. Голов был награждён двойным окладом.
Ещё одна операция по обмену советских диссидентов состоялась 27 апреля 1979 года в Нью-Йорке в международном аэропорту имени Джона Кеннеди. В сопровождении бойцов группы «А», которыми руководил командир группы «А» Г. Н. Зайцев, состоялся обмен двух советских разведчиков (Владимира Энгера и Рудольфа Черняева), приговорённых к длительным срокам тюремного заключения, на пятерых советских диссидентов — Э. С. Кузнецова, М. Ю. Дымшица, А. И. Гинзбурга, Г. П. Винса и В. Я. Мороза.

#### Служба в Афганистане. Штурм дворца Амина
5 декабря 1978 года правительство Демократической Республики Афганистан, учитывая внешнеполитическую обстановку, обратилось к СССР с просьбой об оказании политической, материальной и экономической помощи. В марте—апреле 1979 года в Кабуле находилась группа оперативников «Альфы» во главе с О. А. Балашовым, прибывшая туда для охраны посла СССР в Афганистане и его семьи, а также обеспечения безопасности представителя КГБ СССР и военных советников в провинциях Гардезе, Мазари-Шарифе, Герате, Джелалабаде и Кандагаре. В связи с необходимостью скорейшей командировки в Афганистан выпуск очередного курса состоялся не в августе, а в июне: для подготовки к командировке были отобраны 10 человек в штат спецподразделения «Зенит», убывшего в июле в Афганистан. В декабре 1979 года из Чехословакии в Кабул были доставлены посол Афганистана в ЧССР и будущий лидер НДПА и ДРА Бабрак Кармаль со своими соратниками — ими были Мохаммад Аслам Ватанджар, Нур Ахмед Нур и Анахита Ратебзад, которые оказались в опале в своё время у афганского лидера Хафизуллы Амина. Кармаль не раскрывал деталей своего прибытия в Кабул, ограничиваясь указанием в виде маршрута Москва — Ташкент, однако позже было установлено, что его охрану с 7 по 27 декабря обеспечивали бойцы группы «А» во главе с В. И. Шергиным. С 12 по 14 декабря Кармаль и его спутники пребывали в афганском Баграме, однако позже вынуждены были покинуть страну: по некоторым данным, причиной тому стала готовившаяся операция в Кабуле по захвату дворца Амина и нейтрализации его охраны. Кармаль и его спутники вернулись в Афганистан только 23 декабря.
Вечером 24 декабря 1979 года сотрудники группы «А» и иные бойцы спецподразделений КГБ СССР и ВС СССР прибыли в Кабул, не обсуждая даже друг с другом детали своей командировки. А 27 декабря прошла операция в районе Дар-уль-Аман по захвату дворца Тадж-Бек, известного также как «дворец Амина», и свержению афганского лидера Хафизуллы Амина. В ней участвовали 24 сотрудника группы «А», действовавшие в составе нештатной боевой группы «Гром», вместе с бойцами ОСН «Зенит» Первого главного управления КГБ СССР численностью 30 человек. Кодовое название всей операции по смене власти в Кабуле — «Байкал-79». Эта операция считается одной из наиболее известных в истории деятельности «Альфы». Начало операции было ознаменовано взрывом «колодца» связи в 19:15 и обесточивания Кабула. Штурм дворца длился, по разным данным, от 40 до 43 минут, в результате которого были ликвидированы собственно Амин, его любовница и один из его сыновей. Активную поддержку отрядам «Гром» и «Зенит» оказали так называемый «мусульманский батальон» ГРУ и 9-я рота десантников 345-го отдельного полка ВДВ под командованием старшего лейтенанта В. А. Востротина. Из тяжёлого вооружения в распоряжении оперативников были две ЗСУ типа «Шилка» и шесть БМП. Старшими подгрупп в ходе штурма были: О. А. Балашов, С. А. Голов, В. П. Емышев и В. Ф. Карпухин. Общее руководство осуществлял заместитель командира группы «А» майор М. М. Романов. Командир «Зенита» — Я. Ф. Семёнов. Одновременно с проведением операции «Шторм-333» бойцы спецподразделения были задействованы вместе с десантниками для захвата стратегически важных объектов, расположенных в разных частях афганской столицы — царандоя (МВД), штаба ВВС и центрального телеграфа.
Однако, несмотря на успешное завершение операции, в результате штурма погибли два сотрудника группы «А» — капитан Д. В. Волков и капитан Г. Е. Зудин. Ещё несколько бойцов получили тяжёлые ранения (так, В. П. Емышев потерял руку), что грозило им увольнением со службы по инвалидности. Однако занимавший должность начальника 7-го управления КГБ СССР А. Д. Бесчастнов добился того, чтобы этих сотрудников оставили в кадрах КГБ. 28 апреля 1980 года Указом Президиума Верховного Совета СССР звания Героя Советского Союза были присвоены бойцу спецгруппы «Зенит» Г. И. Бояринову (посмертно), а также оперативникам группы «Альфа» В. Ф. Карпухину и Э. Г. Козлову; эти награды, как и награды другим отличившимся бойцам, были вручены Карпухину и Козлову 21 мая из рук первого заместителя председателя Президиума Верховного Совета СССР В. В. Кузнецова, хотя изначально награждение собирался проводить Л. И. Брежнев.

### Операции группы «А» в 1980-е годы

#### Командировки в Афганистан и Московская Олимпиада
Группа «А» несла службу в Кабуле с января до 30 июня 1980 года. С 27 по 30 января она решала вопросы личной безопасности Ю. В. Андропова во время его конфиденциального визита, однако, прежде всего, занималась охраной высших должностных лиц Народно-демократической партии Афганистана и руководства Демократической Республики Афганистан. Группой руководил В. И. Шергин. Сотрудники группы «А» присутствовали на всех публичных выступлениях Бабрака Кармаля. В последний день пребывания группы состоялся торжественный банкет, на котором присутствовали почти все члены военно-политического руководства Афганистана. С 4 июля и до начала августа группа «А» занималась обеспечением безопасности XXII Летних Олимпийских игр в Москве, стремясь предотвратить повторение трагедии Мюнхенской Олимпиады. Помимо выполнения поставленных задач в столице, в Таллин и на побережье Эстонской ССР были командированы боевые пловцы группы «А» (старший — В. М. Панкин), которые периодически осматривали акваторию, где проходили соревнования по парусному спорту. В обеспечении безопасности на море участвовало специальное подразделение для борьбы с подводными диверсантами и террористами. Отличившиеся во время Олимпиады сотрудники были отмечены государственными наградами. Очередная командировка сотрудников группы «А» в Афганистан длилась с февраля по июль 1981 года: 15 сотрудников во главе с В. Н. Зорькиным в составе отряда «Каскад-2» обеспечивали силовое прикрытие оперативно-поисковых мероприятий и собирали информацию об отрядах, действовавших в Кабуле и его окрестностях, изымали оружие из тайников и обеспечивали безопасность агитационных отрядов, а также охраняли чрезвычайного и полномочного посла Ф. А. Табеева.
В 1980-е годы оперативникам группы «А» приходилось участвовать в обеспечении безопасности граждан во время массовых выступлений и беспорядков: с 27 октября по 4 декабря 1981 года в Орджоникидзе во время массовых беспорядков безопасность обеспечивал отряд, которым руководил заместитель командира группы «А» Р. П. Ивон; в 1985 году во время XII Всемирного фестиваля молодёжи и студентов в Москве аналогичную работу выполняли люди А. Н. Савельева. Также оперативники участвовали в спасении захваченных в заложники людей или находившихся в опасности (так, в 1982 году им удалось поймать человека, который прыгнул с крыши американского посольства). Также с ноября 1982 по март 1987 года в Афганистан по приказу председателя КГБ СССР В. М. Чебрикова направлялись разные отряды группы «А»: всего там службу несли 125 офицеров и прапорщиков в составе мотоманевренных и десантно-штурмовых групп 47-го пограничного отряда. В порядке очерёдности командировок старшими были следующие оперативники: В. Н. Зорькин, В. И. Шергин, А. Н. Савельев, М. В. Головатов, О. А. Балашов, С. А. Гончаров, В. Н. Гришин, А. М. Лопанов, В. М. Панкин, А. Н. Савельев, О. А. Балашов, В. Н. Зорькин, В. Н. Зайцев и В. И. Шергин.

#### Освобождение заложников в Сарапуле и Тбилиси
Одна из первых операций по освобождению заложников, произошедших после штурма дворца Амина, имела место в Сарапуле (Удмуртская АССР). 18 декабря 1981 года рядовые 248-й мотострелковой дивизии А. Х. Колпакбаев и А. Г. Мельников дезертировали из части и захватили в заложники 25 учеников 10-го класса средней школы № 12. Дезертиры потребовали выдать им визы на выезд и отправить самолётом на запад. Всю группу «А» подняли по тревоге, тяжело вооружив на случай затяжной перестрелки и помня о печальном опыте Мюнхена. Старшим был назначен командир группы «А» Г. Н. Зайцев, но руководство операцией осуществлял заместитель Председателя КГБ СССР генерал-полковник В. М. Чебриков. Переговоры с террористами в Сарапуле вёл сотрудник КГБ, капитан Владимир Орехов, который всячески пытался выиграть время и даже готов был предложить себя в качестве заложника. Так, он заставил Колпакбаева и Мельникова для получения виз заполнить все необходимые документы, дав оперативникам подготовиться к операции, а по ходу выполнения своих обязанностей убедил своих противников отпустить 18 заложников. Позже к 00:30 следующего дня дезертиры отпустили оставшихся семерых мальчишек, а затем оба были задержаны прибывшими на место оперативниками группы «А», причём «альфовцы» не произвели ни единого выстрела. В ходе операции никто не пострадал.
18 ноября 1983 года произошёл ещё один захват заложников в самолёте, и для разрешения этой кризисной ситуации снова потребовались усилия «Альфы». В тот день 16:16 самолёт Ту-134А, следовавший по маршруту Тбилиси — Ленинград с 57 пассажирами на борту и 7 членами экипажа, был захвачен семью представителями грузинской «золотой молодёжи» во главе с Иосифом Церетели. В ходе налёта были застрелены лётчики З. Шарбатьян и А. Чедия, стюардесса В. Крутикова и двое пассажиров, а также были тяжело ранены штурман А. Плотко и стюардесса И. Химич, однако экипаж отобрал оружие и начал отстреливаться: из нападавших был убит Г. Табидзе и ранен главарь группы И. Церетели, а лётчики сумели заблокировать дверь. Террористы потребовали направить самолёт в Турцию, угрожая расстрелять заложников и взорвать самолёт в случае отказа. Тем не менее командир воздушного судна А. Б. Гардапхадзе вынужден был сесть в Тбилиси формально для дозаправки топлива. В 18 часов командир группы «А» Г. Н. Зайцев получил от дежурного информацию о захвате самолёта и отдал распоряжение о вылете группы в Тбилиси; операцией руководил непосредственно на самолёте М. В. Головатов.
В 23:08 в Тбилиси прибыли 38 оперативников, которые перед штурмом провели небольшую тренировку на запасном самолёте на аэродроме. Группы захвата возглавляли М. В. Головатов, В. В. Забровский и В. Н. Зайцев. Между штабом и самолётом постоянно находился В. Ф. Карпухин, который пытался успокоить группы захвата, однако всякий раз готовность к штурму постоянно откладывалась. Часть информации группа получала от В. Н. Зайцева, который первым поднялся на борт и первым из оперативников увидел следы перестрелки и тела убитых членов экипажа, пассажиров и террористов. Вскоре после полуночи прозвучала команда штурмовать самолёт: одну из придавленных трупами дверь удалось с большим трудом выломать при штурме; также одной из групп пришлось добираться до самолёта пешком, а не на микроавтобусе. Тем не менее оставшиеся в живых террористы были арестованы; из находившихся на тот момент в живых заложников никто не пострадал. Позже четверых арестованных (Д. Микаберидзе застрелился) приговорили к расстрелу, а пятая (Т. Петвиашвили) получила 14 лет тюрьмы, хотя после 1991 года Звиад Гамсахурдия всячески пытался добиться полного оправдания всех семерых лиц, захвативших самолёт.

#### Арест агентов иностранных спецслужб
Оперативники группы «А» привлекались к операциям по захвату лиц, передававших иностранным спецслужбам конфиденциальную и секретную информацию. В ряде операций старшим был полковник В. Н. Зайцев. Так, в 1977 году в результате спланированной операции им были захвачены работавшие на ЦРУ вице-консул посольства США Марта Петерсон и советский дипломат Александр Огородник («Трианон»). 11 сентября 1983 года оперативниками группы «А» был задержан Лон Дэвид фон Аугустенборг (англ. Lon David Augustenborg), высокопоставленный сотрудник Генерального консульства США в Ленинграде, который одновременно был резидентом ЦРУ. Поводом для проведения операции стало задержание 20 июля сотрудника Арктического НИИ Госкомигдромета Константина Вишни, который был завербован ЦРУ под псевдонимом «Паганель» (в КГБ он значился под кличкой «Осьминог») и отвечал за установку тайников в Ленинграде на 40-м километре Приморского шоссе. Штабом операции по задержанию Аугустенборга руководил начальник 1-го (американского) отдела Второго главного управления КГБ генерал-майор Рэм Красильников. Через двое суток после задержания Аугустенборг и его семья были объявлены персона нон грата и вынуждены были покинуть СССР.
С 1985 по 1986 годы группой «Альфа» были арестованы ещё двенадцать офицеров КГБ СССР и ГРУ, сотрудничавших с иностранными разведками. Среди них известны следующие:
- 9 июня 1985 года — инженер Адольф Толкачёв, специалист Министерства радиоэлектронной промышленности СССР («Сфиэ»)[70][71].
- Июль 1985 года — подполковник управления «К» Первого главного управления КГБ СССР Леонид Полещук («Уэй»)[72].
- 25 августа 1985 года — полковник ГРУ Геннадий Сметанин, помощник военного атташе в Португалии («Миллион»)[73][74].
- Ноябрь 1985 года — майор внешней контрразведки КГБ СССР Сергей Моторин, сотрудник Вашингтонской резидентуры («Гоэ»)[66].
- 7 июля 1986 года — генерал-майор ГРУ Дмитрий Поляков, старший преподаватель Военно-дипломатической академии («Топхэт» и «Воам»)[66].
- Майор КГБ СССР Геннадий Вареник, сотрудник Боннской резидентуры («Фитнесс»)[67].
- Полковник научно-технической разведки КГБ СССР Валерий Мартынов, сотрудник Вашингтонской резидентуры («Джентил»)[67].
- Полковник внешней разведки Владимир Пигузов («Джоггер»)[67].
- Подполковник КГБ СССР Борис Южин, сотрудник резидентуры в Сан-Франциско («Твайн»)[67].

#### Освобождение заложников в Уфе и трагедия в Вещево
Утром 20 сентября 1986 года в Уфе солдаты внутренних войск МВД младший сержант Н. Р. Мацнев, рядовой С. В. Ягмурджи и ефрейтор А. Б. Коновал сбежали из воинской части, завладев стрелковым оружием, и захватили такси, выехав в сторону Уфимского аэропорта. По пути они обстреляли милицейский УАЗ, убив двух милиционеров: напуганный случившимся Коновал скрылся, а Ягмурджи и Мацнев направились на аэродром, где захватили самолёт Ту-134А с 76 пассажирами и 5 членами экипажа, следовавший в Нижневартовск, и потребовали лететь в Пакистан. В ходе нападения были убиты два пассажира. В Уфу срочно прибыла группа «А», но ситуация осложнялась тем, что террористы проходили службу в составе внештатной антитеррористической группы и могли предугадать возможные действия по штурму самолёта. Бортпроводницы убедили террористов отпустить большую часть заложников, а вскоре захватчики потребовали доставить на борт наркотики, в которые сотрудниками «Альфы» было подмешано снотворное. Пользуясь тем, что оба преступника потеряли сознание под действием наркотиков, стюардессы забрали у них ручной пулемёт, выпустили оставшихся пассажиров и сами покинули самолёт, прежде чем оба террориста очнулись. Командир группы Г. Н. Зайцев дал приказ штурмовать самолёт, группой захвата руководил В. Н. Зорькин: в завязавшейся перестрелке Мацнев был убит, а Ягмурджи ранен в ногу. На застрелившего Мацнева солдата было заведено уголовное дело, однако следствие позже закрыло дело, постановив, что боец имел право применять оружие. Экипаж самолёта был отмечен государственными наградами.
8 марта 1988 года семья Овечкиных захватила Ту-154, потребовав направить самолёт в Лондон под угрозой взрыва. Из-за недооценки сил Овечкиных, вооружённых огнестрельным оружием, было принято решение освобождать самолёт только силами милиции: для пассажиров объявили о посадке в финском городе Котка, однако самолёт сел в Вещево. Когда Овечкины осознали, что их обманули, они открыли огонь по пассажирам, но и ворвавшиеся на борт милиционеры действовали крайне непрофессионально. В итоге погибло 9 человек и было ранено 19, а самолёт сгорел дотла. Бойцы «Альфы», вертолёт которой сел на аэродроме Вещево, не успели прибыть вовремя и к своему прибытию лишь наблюдали за горящим остовом самолёта. Полковник О. А. Балашов позже подвергал критике милицию ГУВД Леноблисполкома за неподготовленность к операции, обернувшуюся гибелью нескольких заложников.

#### Горячие точки на Кавказе
Во время Перестройки группа «А» занималась охраной Генерального секретаря ЦК КПСС М. С. Горбачёва во время его зарубежных визитов в Дели (ноябрь 1986), Вашингтон (декабрь 1987) и Нью-Йорк (декабрь 1988), а также во время посещения им Красноярского края (сентябрь 1988). Вместе с тем на Кавказе начались уже межнациональные волнения, предотвращать переход которых в открытое вооружённое противостояние должна была «Альфа». Так, в связи с обострением межнациональных отношений в Азербайджан были направлены группы «А» («Альфа») и «В» («Вымпел») Седьмого управления КГБ СССР, а также отряд «Витязь» МВД СССР. С их помощью с сентября 1988 по ноябрь 1989 года в Нагорном Карабахе обеспечивалась личная безопасность члена ЦК КПСС и главы Комитета особого управления А. И. Вольского. Группой «А» в этом задании руководил лично Г. Н. Зайцев. Также в 1988 году сотрудники группы «А» вылетели в эфиопскую столицу Аддис-Абеба, где необходимо было передать диссидента П. А. Айрикяна советской резидентуре ПГУ КГБ: Айрикян собирался выехать в США, а эфиопы грозились его арестовать и казнить по непонятным причинам. Сотрудники помогли разрешить эту ситуацию: Айрикян прибыл в гостиницу на банкет армянской общины, с которой позже и уехал.
1 декабря 1988 года произошёл очередной случай захвата заложников. Банда из четырёх человек во главе с рецидивистом П. Л. Якшиянцом (его подручные — Владимир Муравлёв, Герман Вишняков и Владимир Анастасов) захватили пассажирский автобус ЛАЗ-697, в котором находились ученики 4-го класса «Г» школы № 42 вместе с учительницей Н. В. Ефимовой — среди заложников были жена Якшиянца Т. М. Фотаки и его дочь. Террористы перегнали автобус из Орджоникидзе в аэропорт Минеральных Вод. 2 декабря в 0:10 командир прибывшей группы «Альфа» Г. Н. Зайцев по рации начал вести восьмичасовые переговоры с Якшиянцом, от которого услышал требования: предоставить ему самолёт для вылета в Пакистан, Израиль или ЮАР. Также Якшиянц требовал освободить своих осуждённых сообщников в Ташкенте, дав всего 40 минут на размышление и угрожая убивать по одному заложнику каждые полчаса. Павел предусмотрел возможность штурма автобуса, поэтому поставил трёхлитровые банки с бензином: при малейшей искре автобус взорвался бы, не оставляя шансов выжить никому из заложников. Изначально договорённость была достигнута о перелёте в Пакистан с промежуточной посадкой в Ташкенте — ради этого был выбран самолёт, который изначально должен был лететь в Дели. Однако позже Якшиянц наотрез отказался от Пакистана, объяснив это тем, что СССР фактически воюет против Пакистана (на территории страны располагались базы, где обучались афганские моджахеды), и заявил о необходимости лететь в Израиль, выдвинув ещё одно требование — миллион долларов США, миллион фунтов стерлингов и «миллион золотом». После переговоров Якшиянца уговорили принять 2 миллиона долларов в обмен на обещание отпустить заложников. Позже Якшиянц выдвинул очередное требование — предоставить ему семь заряженных боевыми патронами автоматов типа АКМ и восемь бронежилетов, несмотря на запрет на перевозку оружия за рубеж гражданскими рейсами, но предоставлять гарантии освобождения детей отказался. В связи с настаиванием Якшиянца на восьми бронежилетах группа «А» долгое время думала, что террористов всего восемь.
Переговоры заходили в тупик, так как Якшиянц настаивал на том, чтобы привести кого-то из членов Политбюро или лично Р. М. Горбачёву, обязательно требуя от М. С. Горбачёва подтверждения того, что всем четверым дозволено вылететь в Израиль. По истечении 9-го часа переговоров на связь вышли сотрудник УГКБ по Ставропольскому краю Е. Г. Шереметьев и сотрудник группы «А» В. А. Бочков: к тому моменту Якшиянцу предоставили гарантии выдать четыре пистолета Макарова и один автомат Калашникова, а также подготовили экипаж Ил-76Т (RA-76519) во главе с Александром Божковым для вылета. После выдачи пистолетов, автомата и четырёх бронежилетов Якшиянц отпустил ряд заложников, оставив 10 мальчиков и учительницу. Затем к самолёту подвели жену Павла Тамару, которая убедила его отпустить остальных детей и учительницу, оставив на борту только экипаж и Шереметьева, но позже под давлением Якшиянц вынужден был отпустить и Шереметьва. Всего на освобождение заложников Шереметьев потратил шесть часов, а Ил-76 вылетел в Тель-Авив. По каналам МИД СССР Израиль, не имевший дипломатических отношений с СССР, дал «добро» на выдачу преступников, и после приземления самолёта в аэропорту «Бен-Гурион» всех бандитов задержала израильская полиция по обвинению в терроризме, а у Якшиянца конфисковали оружие и деньги, которыми он пытался откупиться. В операции по задержанию бандитов участвовали руководитель советской консульской группы Мартиросов и второй секретарь МИДа Израиля Я. Кедми. Всех четверых бросили в тюрьму Абу-Кебир. Изначально депутаты Кнессета выступали против депортации банды Якшиянца в СССР, настаивая на подробном выяснении всех обстоятельств задержания, но позже согласились выслать всех четверых в Москву в обмен на неприменение в их отношении высшей меры наказания. Якшиянц в итоге получил 15 лет лишения свободы. Начиная с этого момента в дни каждого национального праздника Израиля охрану его посольства обеспечивала «Альфа».

#### Освобождение заложников в Саратове
В 1989 году группа «А» привлекалась минимум к трём операциям. Так, с 30 по 31 марта в Баку им пришлось обезвреживать уроженца Керчи С.Скока, который находился во всесоюзном розыске по обвинению в хищении крупной суммы денег. Скок, находясь на борту Ту-134, сообщил о присутствии двух его сообщников на борту и взрывного устройства в грузовом отсеке. Под угрозой дистанционного подрыва бомбы Скок потребовал 500 тысяч долларов и право вылета за границу. Командир группы «А» Герой Советского Союза В. Ф. Карпухин провёл операцию, в ходе которой Скок был арестован. В апреле того же года группы «А» и «В» занимались охраной правительственных зданий во время массовых акций протеста со стороны грузинских националистов.
Третья и наиболее известная операция того года произошла с 10 по 12 мая в Саратове и стала известна под кодовым названием «Гром». В 16:45 во время прогулки в изоляторе № 1 УИТУ УВД Саратовского исполкома четверо заключённых во главе с В. Ю. Рыжковым, вооружённые заточками и фальшивыми гранатами (муляжами из хлебного мякиша), взяли в заложники двух сотрудниц изолятора и двух (по другим данным — четырёх) находившихся под следствием подростков. Рыжков и его люди потребовали в обмен на жизни заложников 4 пистолета, 10 тысяч рублей и транспорт с правом выезда из тюрьмы за пределы области. 11 мая самолёт Ту-154 с 18 оперативниками приземлился на аэродроме Энгельса, в то время как милиция безуспешно пыталась вести переговоры с бандитами. В итоге милиции пришлось пойти на уступки: всем четверым выдали заправленный микроавтобус РАФ и пистолет Макарова с 24 патронами, в обмен на что были освобождены одна женщина и один подросток. В 22:00 автомобиль выехал за пределы изолятора, а позже бандиты выбросили ещё одну женщину из машины, которая чуть не погибла от побоев. Последующая погоня милиции за бандитами не увенчалась успехом. По пути они захватили в заложники ещё одного человека (19-летнюю продавщицу) и скрылись в неизвестном направлении.
11 мая в 15:00 милиция и группа «А» выяснили, что банда Рыжкова забаррикадировалась в доме № 20 по улице Жуковского, взяв в заложники супругов Просвириных и их двухлетнюю дочку. На этот раз Рыжков требовал крупную сумму денег, наркотики, водку и самолёт для вылета за границу. Бандиты избивали заложников, а для устрашения привязали женщину с дочерью к двери. Штаб принял решение брать квартиру штурмом: операцией командовал В. Ф. Карпухин, его заместителем был М. В. Головатов. В 3:10 бойцы заняли исходные позиции: в 3:25 первая группа с помощью специального альпинистского снаряжения спустились с крыши и ворвались в окна захваченной квартиры, а вторая группа вышибла дверь тараном. Один из бандитов, вооружённый пистолетом Макарова, успел сделать два выстрела, которые пришлись в бронещит. Группа захвата, пользуясь фактором внезапности, обезвредила Рыжкова и его людей. Никто из заложников не пострадал.

### Последние годы СССР

#### Горячие точки в СССР
В 1990 году по всему СССР начались антисоветские выступления, организованные сторонниками выхода республик из состава Союза и сопровождаемые многочисленными погромами и межэтническим насилием. Во избежание кровопролития группы «А» и «В» (последняя представляла Отдельный учебный центр КГБ) отправлялись в разные горячие точки. Так, с декабря 1989 по январь 1990 года они выполняли служебно-боевые задачи в зоне массового прорыва экстремистами и радикалами государственной границы Советского Союза с Ираном. В ходе операции в Нахичевани у пограничной заставы был арестован один из лидеров НФА, который был позже этапирован в тюрьму «Лефортово».
15 января «Альфу» и «Вымпел» перебросили вместе с учебным батальоном спецназа (отряд «Витязь») в Баку для нейтрализации Народного фронта Азербайджана, недопущения свержения лидеров Азербайджанской ССР, пресечения массовых беспорядков и ареста лиц, подозревавшихся в подрывной деятельности. Сотрудниками группы «А» обеспечивалась безопасность первого секретаря Компартии Азербайджана А. Х. Везирова. По воспоминаниям сотрудника группы «А» Николая Калинина, в ходе одной из операций в бакинском общежитии им пришлось с помощью фонаря-электрошокера вывести из строя некоего спортсмена, которого они ошибочно приняли за члена НФА. С января по февраль 1990 года группы «Альфа» и «Вымпел» занимались оперативными мероприятиями в Степанакерте и на территории Нагорно-Карабахской АО.
С 12 по 13 мая группа «А» несла службу по охране зданий ЦК Компартии Таджикистана и КГБ Таджикской ССР во время массовых антиправительственных выступлений в Душанбе. В мае бойцы группы участвовали в операции «Капкан» по пресечению контрабанды оружия в СССР, которое шло в помощь экстремистским группировкам на Кавказе: в банду были внедрены сотрудник «Альфы» Анатолий Савельев и сотрудник 5-го управления КГБ СССР Владимир Луценко, которые арестовали в Грозном как организаторов поставок, так и «покупателей». В августе в Ереване ими была разгромлена вооружённая преступная группировка некоего бандита по кличке «Серый» (убиты трое преступников, двое ранены, шестеро задержаны). Группе также пришлось пресекать в Кишинёве беспорядки на националистической почве.

#### Операция в сухумском СИЗО
Утром 11 августа 1990 года в следственном изоляторе Сухуми семеро заключённых во главе с Павлом Прунчаком и Мироном Дзидзарией взяли в заложники дежурных офицеров и выпустили 68 преступников из камер, заполучив доступ к запасам хранившегося в СИЗО огнестрельного оружия. Преступники потребовали предоставить им микроавтобус для выезда из изолятора (изначально требовали БТР) и вертолёт для вылета из Сухуми. 14 августа в Сухуми вылетели 22 сотрудника группы «А» во главе с полковником В. Ф. Карпухиным и 31 боец учебного батальона специального назначения («краповых беретов») ОМСДОНа во главе с полковником С. И. Лысюком, которые занялись разработкой плана штурма.
Было принято решение передать бандитам микроавтобус РАФ, в котором было спрятано маломощное взрывное устройство, способное оглушить на короткий срок преступников, а на площадь Ленина рядом с изолятором был поставлен вертолёт. Согласно разработанному оперативниками плану, одна группа (старший — М. Я. Картофельников) должна была взять штурмом переданный бандитам микроавтобус РАФ, как только там сработает взрывное устройство. Вторая группа во главе с М. П. Максимовым должна была взорвать торцевую дверь изолятора и зачистить первый этаж, а третья во главе с С. И. Лысюком должна была взломать люк и перебраться с четвёртого на третий этаж изолятора, хотя был велик риск того, что в результате взрыва обрушится всё здание.
Группа Картофельникова быстро обезоружила бандитов: трёх преступников (в том числе Прунчака и Дзидзарию) уничтожили, остальные были задержаны. В ходе операции был ранен сотрудник «Альфы» И. В. Орехов, который получил ранение в шею из стрелявшего в него Прунчака, а также боец «краповых беретов» Олег Лебедь, раненый в ногу во время штурма третьего этажа. Также в ходе операции сотрудники спасли сторожевую овчарку, которую, согласно плану, надо было убить из бесшумного оружия: один из солдат увёл собаку в безопасное место. Операция стала редким примером того, как спецподразделения освобождали заложников в пенитенциарных учреждениях, а спустя некоторое время об этой истории узнал прибывший с визитом в СССР бывший президент США Ричард Никсон. Карпухин за удачное проведение операции был произведён в генерал-майоры.

#### События в Вильнюсе
Информация об участии группы «А» в вильнюсских событиях января 1991 года известна отчасти благодаря секретному отчёту, который по неизвестным причинам просочился в открытую печать — сначала в литовский еженедельник «Гимтасис краштас», а затем в «Независимую газету». По мнению вице-президента Ассоциации ветеранов подразделения антитеррора «Альфа» полковника запаса Сергея Полякова, именно после этих событий группу «А» впервые в прессе назвали «Альфой». 7 января 1991 года сотрудники группы «А» М. В. Головатов, А. И. Мирошниченко и И. В. Орехов занимались разведкой и подготовительными мероприятиями в Вильнюсе, рассчитывая, что в ближайшие дни для восстановления порядка в Литве понадобится задействовать группу «А». 11 января 1991 года 67 сотрудников группы «А» — 65 офицеров, заместитель командира группы «А» М. В. Головатов и командир отделения подполковник Е. Н. Чудеснов — отправились на двух самолётах в Вильнюс, где получили приказ взять под контроль Комитет по телевидению и радиовещанию, телевизионную башню и радиопередающий центр, чтобы не дать их взять под контроль сторонникам движения «Саюдис».
Все здания были окружены сторонниками независимости Литвы: по некоторым оценкам, постоянное дежурство вокруг них несли от 5 до 6 тысяч человек. Для выполнения задачи в оперативное подчинение группе «А» передали силы 234-го полка 76-й Псковской воздушно-десантной дивизии и сотрудников ОМОН МВД Литовской ССР. В ночь с 12 на 13 января группе был дан приказ штурмовать здания, однако применять стрелковое оружие против гражданских было строго запрещено. По замыслу руководства, путь к телецентру, телевизионной башне и радиоцентру должны были расчистить бронетехника и силы МВД и ВДВ, однако они опоздали на 40 минут. Согласно воспоминаниям военнослужащих, охранявшие здание люди были вооружены огнестрельным оружием, имитационными гранатами, самодельными бомбами и бутылками с зажигательной смесью; помимо этого, у них были дубинки, камни и заточки в качестве примитивного оружия самообороны. Помощь протестующим оказывали милиционеры города и сотрудники службы безопасности «Скучиса». Группа пошла на штурм зданий, несмотря на то, что литовцы стали стрелять по машинам и швыряться бутылками, и взяла их под контроль, разоружив милицию. Однако при захвате здания Комитета по телевидению и радиовещанию погиб лейтенант В. В. Шатских, который получил смертельное огнестрельное ранение в спину: информация о том, что Шатских нёс службу в «Альфе», была обнародована только спустя неделю после событий.
Во время штурма телевизионной башни погибли 14 гражданских лиц (11 умерли в ночь трагедии, ещё трое скончались позже), не менее 140 были ранены. Правительство Литвы, проведя собственное расследование, официально обвинило группу «А» в гибели протестующих: версию литовского правительства поддержал Европейский парламент. Эту же версию о причастности «Альфы» отстаивал журналист Игорь Бунич в статье «Кейс Президента». Сами оперативники отрицали факт применения ими огнестрельного оружия, утверждая, что в ту ночь стреляли только протестующие, а Бунич допустил ряд грубых фактических ошибок в публикации.

#### «Альфа» и ГКЧП
Одной из последних операций против преступников стал случай 7 июня 1991 года, когда вооружённый ножом злоумышленник захватил в экскурсионном автобусе «Икарус», выехавшем с «Площади трёх вокзалов», 7-летнюю Машу Пономаренко. Все события разворачивались на Васильевском спуске: в переговорах с преступником принял участие депутат А. Г. Тулеев. В результате операции, которой руководил заместитель командира группы «А» В. Н. Зайцев, преступника удалось обезвредить. Однако, по словам полковника ГРУ и перебежчика Станислава Лунёва, к тому времени группа «А» уже не была настолько сильной: её морально раздавило ввязывание в политическую борьбу между Горбачёвым и Ельциным.
Последней за время существования СССР операцией с участием «Альфы» стали события августа 1991 года. В ночь с 18 на 19 августа в 4 часа утра председатель КГБ СССР В. А. Крючков отдал приказ сотрудникам группы «А» и лично командиру В. Ф. Карпухину выдвинуться в подмосковный посёлок Архангельское-2 и усилить при необходимости посты охраны. На даче находились Президент России Б. Н. Ельцин и лица из его окружения (в том числе Р. И. Хасбулатов, И. С. Силаев, А. В. Руцкой, М. И. Полторанин, А. А. Собчак и Ю. М. Лужков): ожидалось, что группа «А» арестует их всех, причём Собчак говорил, что эту операцию мог провести взвод любого подразделения спецназа СССР. Карпухин собрал около 60 человек и выдвинулся в пункт назначения, остановившись в трёх километрах от посёлка и ожидая команды на штурм. Несмотря на то, что Карпухин знал о каждом шаге Ельцина и мог осуществить захват где угодно и при каких угодно обстоятельствах, операцию в итоге так и не провели: приказ об аресте Ельцина не поступил, и утром автомобили с Ельциным и его спутниками беспрепятственно покинули дачу. По словам начальника службы безопасности Ельцина А. В. Коржакова, группу публично по рации отчитывал Карпухин за невыполнение приказа, а Коржаков, узнав о миссии оперативников и об их решении от своего подчинённого А. И. Кулеша, приказал всех накормить досыта; оперативник «Альфы» С. А. Гончаров отрицал, что Карпухин кричал о невыполнении приказа, так как образованный перед операцией Государственный комитет по чрезвычайному положению, намеревавшийся не допустить подписание договора об образовании Союза Суверенных Государств, не давал прямых распоряжений об аресте Ельцина.
Утром 20 августа состоялось совещание начальников всех управлений КГБ, которое возглавлял генерал-полковник Г. Е. Агеев, заместитель председателя КГБ СССР. На совещании прозвучал приказ вместе с частями Советской армии, КГБ СССР и МВД СССР осуществить штурм здания российского парламента (Белого дома) и интернировать правительство России и Президента России в специально оборудованные точки под Москвой. Командиру «Альфы» были также приданы все остальные спецподразделения КГБ и МВД (в том числе группа «Вымпел») и силы МВД СССР (московский ОМОН и дивизия ОМСДОН). Все приказы были отданы устно, следующий сбор должен был пройти в 14 часов в Министерстве обороны. Карпухину как командиру объединённого «кулака» предлагалось использовать армейские силы — танки и самолёты, но исключительно для психологического воздействия. Военные, выполняя распоряжение руководства, осуществляли предварительно рекогносцировку вокруг Белого дома, который планировалось обстрелять для устрашения с воздуха, а затем пойти на штурм; десантников планировали разместить в районе американского посольства, МВД — на Кутузовском проспекте, а «Альфа» — на набережной. МВД должен был оттеснить людей от Белого дома, а «Альфа» взяла бы его штурмом, однако взять его без больших человеческих жертв среди гражданского населения было на практике невозможно, и был риск того, что силовики могли предстать перед судом за выполнение преступного приказа. В итоге 20 августа на совещании между 14:00 и 15:00 Карпухин заявил, что участвовать в штурме не будет; аналогично отказался выполнять приказ и генерал армии П. С. Грачёв. Все старшие офицеры группы «А» объявили о своём отказе выполнять распоряжение за два часа до времени, когда должен был начаться штурм.

## Деятельность в России

### Преобразование структуры
Отказ Карпухина от штурма Белого дома привёл к тому, что после провала ГКЧП и. о. председателя КГБ СССР генерал-лейтенант Л. В. Шебаршин снял Карпухина с должности командира группы «А», назначив вместо него Головатова; попытки Карпухина добиться отмены решения успехом не увенчались, несмотря на личную беседу с новым председателем В. В. Бакатиным. Ельцин, несмотря на выраженную бойцам благодарность за то, что они отказались от выполнения приказа ради сохранения жизней гражданских, даже собирался расформировать группу: 21 декабря 1991 года в газете «Правда» появился отчёт с пресс-конференции о создании единого Министерства безопасности и внутренних дел, в котором утверждалось, что группа «А» прекращает своё существование; пресса же не стеснялась оскорблять «Альфу», называя её «головорезами Крючкова» и припоминая ей гибель гражданских лиц в Вильнюсе, инкриминированную «альфовцам», и попытку ареста Ельцина. Ельцин всё же не расформировал команду, но добился её передислокации в Кремль.
Зайцев и Карпухин пытались с самого начала добиться закрепления юридического статуса за «Альфой», и даже существовало положение о группе антитеррора, утвержденное Президентом России; однако многие политики настолько широко трактовали обязанности группы, что она могла стать инструментом в политических играх. В 1992 году «Альфа» и «Вымпел» были введены в состав Главного управления охраны Российской Федерации, созданного на базе Девятого управления КГБ СССР, но в 1993 году были выведены из его состава и переданы в ведомство МВД РФ. Летом 1996 года группа «А» вошла в состав Антитеррористического центра ФСБ России. В июне 1997 года Управление «А» было передано в подчинение Департаменту по защите конституционного строя и борьбе с терроризмом ФСБ России.
8 октября 1998 года группа «А» по инициативе занимавшего тогда пост директора ФСБ В. В. Путина вошла в состав Центра специального назначения Федеральной службы безопасности Российской Федерации на правах одного из четырёх оперативно-боевых управлений. Процесс объединения завершился к 2000 году. По словам генерала В. С. Козлова от 1999 года, помещения территории управления «Альфа» не показывались ни на одной съёмке, что объяснялось ужасным состоянием. В настоящее время «Альфа» специализируется на антитеррористической деятельности и обеспечении безопасности на транспорте и коммуникациях.

### Операции с 1992 по 1999 годы

#### Северный Кавказ. События октября 1993 года
После распада СССР группа «А» не только продолжила борьбу против террористов-одиночек и против организованной преступности, но и стала заниматься операциями против чеченских сепаратистов на Северном Кавказе. Оперативники группы участвовали в операциях против банд, куда входили бывшие военнослужащие спецназа Вооружённых сил СССР и внутренних войск, а также боксёры, тяжелоатлеты и культуристы. МВД Российской Федерации обращалось к группе «А» в тех ситуациях, когда силами обычной милиции было невозможно справиться с подобными бандами. Также в 1990-е годы группа участвовала в обеспечении безопасности во время визита Патриарха Московского и Всея Руси Алексия II во время его поездок в Прибалтику, на Западную Украину и на юг России. Из первых примеров участия в борьбе против террористов уже в новой России выделяется следующий. В ночь с 7 на 8 декабря 1992 года самолёт Ил-86 с 347 пассажирами на борту, следовавший рейсом Минеральные Воды — Москва, был захвачен 44-летним жителем Ярославля по фамилии Захарьев. Он требовал организовать встречу с Борисом Ельциным или Александром Руцким, угрожая взорвать самолёт. Самолёт сел в 1:39 по расписанию в аэропорту Внуково, и прибывшие на место оперативники группы «А» задержали захватившего самолёт человека: пострадавших не было, взрывчатку не обнаружили. Как потом выяснилось, некоторое время назад под колёсами поезда погиб 13-летний сын Захарьева, но уголовное дело в ярославской прокуратуре не возбудили, постановив, что имел место несчастный случай; отчаявшийся Захарьев решил привлечь к себе внимание таким образом.
Зимой 1992 года группа «Альфа» была направлена в зону осетино-ингушского вооружённого конфликта совместно с сотрудниками «Вымпела» для выполнения оперативных задач, группой в той операции руководил Г. Н. Зайцев. 1 августа 1993 года в Тарском ущелье (под Владикавказом) был обстрелян служебный автомобиль «Волга», в котором находились глава временной администрации Северной Осетии и Ингушетии В. П. Поляничко и командир 42-го армейского корпуса генерал-майор А. Г. Корецкий; их охрану обеспечивали оперативники группы «А». В результате нападения погибли Поляничко, Корецкий и ещё один человек — сотрудник группы «А» в составе Главного управления охраны ФСК России, старший лейтенант В. Д. Кравчук (кавалер Ордена Мужества посмертно). Четверо человек были ранены. Убийство не было раскрыто, хотя в феврале 2000 года был задержан главарь некоего чеченского бандформирования Юрий Хицкиев, подозреваемый в организации нападения.
Одним из важнейших дней в истории группы стало 4 октября 1993 года, когда группа «А» и группа «В» участвовали в разрешении острейшего политического кризиса, приведшего к массовым акциям протеста и боевым действиям в центре Москвы. Группе за сутки до этого был дан приказ взять штурмом Белый дом, причём некоторыми утверждалось, что в приказе были слова «вести огонь на поражение». Бойцы «Альфы» отказались от идеи штурмовать и по собственной инициативе вступили в переговоры с руководством Верховного Совета и оппозиции. Переговоры вёл полковник В. И. Келехсаев, убедивший около 1000 защитников Белого дома сложить оружие и обеспечивший эвакуацию людей из горящего здания. Тем не менее большого числа жертв среди гражданских избежать не удалось. Также, спасая раненого солдата у стен Белого дома, смертельное ранение получил младший лейтенант Г. Н. Сергеев, которому позже было присвоено звание Героя России посмертно. По воспоминаниям полковника ФСБ Ю. Н. Торшина, он с Геннадием Сергеевым и оперативником Финогеновым выехали на БМП в тыл Белого дома, приняв на борт женщину в милицейской форме в кителе без погон и девочку, которые спасались от стрельбы из соседних домов. Они обнаружили раненого в бедро солдата и попытались его эвакуировать, когда по ним открыли огонь снайперы. Пуля попала Сергееву в левый бок, причём выстрел был сделан не из Белого дома, а одного из соседних домов. Сергеева загрузили в БМП, однако по дороге к автомобилям «скорой помощи» боец скончался от полученного ранения. Группой в той операции руководил Г. Н. Зайцев, которого после октябрьских событий 1993 года чуть не уволили с должности командира (он прослужил до марта 1995 года, когда ушёл в отставку).

#### Захваты заложников в Ростове-на-Дону и Ставрополье
23 декабря 1993 года в здании ростовской школы № 25 были взяты в заложники 15 старшеклассников и учительница труда. Террористами были четверо людей из банды рецидивиста Мусы Алмамедова по кличке «Казак», который добрался до школы на угнанном автобусе ПАЗ-672 (у самого Алмамедова были ещё три сообщника). Алмамедов потребовал вертолёт Ми-8 для вылета в Иран, угрожая казнить заложников в случае отказа (сам он собирался скрыться в дагестанских горах). Силовики предварительно подготовили маршрут, проходивший через Краснодар, Минеральные Воды, Грозный, Махачкалу и Баку. Отпускать заложников в обмен на взятие сотрудников областного УВД бандиты отказались. Бандитам был передан вертолёт Ми-8 для вылета: в экипаж вошли военные лётчики В. Ф. Степанов и В. А. Падалка. Параллельно к операции по захвату заложников подключилась группа «Альфа»: были задействованы 53 её сотрудника во главе с командиром группы Г. Н. Зайцевым (группа вылетела в Ростов на самолёте Ту-134 и затем следовала за Алмамедовым на Ан-12 и ещё одном вертолёте). Когда вертолёт прибыл в Краснодар, бандиты выдвинули новое требование — 10 миллионов долларов, угрожая взорвать Невинномысский технологический комбинат. Усилиями Валентины Петренко удалось освободить несколько заложников и передать сумму денег, но Алмамедов настаивал на вылете вертолёта в сторону Хасавюрта. В какой-то момент на борту завязалась потасовка между Падалкой и Алмамедовым: лётчик предотвратил столкновение вертолёта с топливозаправщиком. Вечером 27 декабря Алмамедов и его сообщники освободили всех заложников и поднялись в воздух, а Падалка убедил оперативников не проводить штурм вертолёта. Лётчики, рискуя жизнью, высадились на севере Махачкалы, успев сообщить группе «А» о местонахождении бандитов и о находящихся на борту деньгах в размере 500 тысяч долларов США. Мусу Алмамедова и его двоюродного брата Рафика арестовали на месте сотрудники МВД Дагестана и группы «Альфа», а Руслан Калмыкаев и Алискер Пириев скрылись с места преступления и были пойманы уже намного позже. Никто из заложников не пострадал.
Ещё один случай захвата заложников произошёл 26 мая 1994 года в районе посёлка Кинжал (Ставропольский край), когда четверо вооружённых чеченцев во главе с Магометом Бициевым захватили рейсовый автобус Владикавказ — Ставрополь и взяли в заложники 36 человек: 33 пассажиров автобуса и 3 подростков, взятых по дороге. Среди находившихся в автобусе заложников были школьники, их родители и учителя. Террористы выдвинули свои требования: дозаправленный вертолёт без экипажа, оружие и 10 миллионов долларов. Для освобождения заложников в Минеральные Воды из Москвы вылетела группа «А» во главе с командиром Г. Н. Зайцевым, аналогично к операции подключилось и краснодарское отделение «Альфы». Вечером в Минводы самолётами было доставлено 64 спецназовца, руководство операцией осуществлял командующий внутренними войсками МВД генерал-полковник А. С. Куликов. 27 мая вертолёт поднялся в воздух и взял курс на Ичкерию, за ним последовали шесть вертолётов с 38 бойцами «Альфы», 24 сотрудниками ГУОП МВД и 20 военнослужащими спецназа ВВ на бортах. В результате нехватки горючего оперативниками была совершена вынужденная посадка в районе селения Бачи-Юрт. Бойцы под командованием офицера «Альфы» подполковника А. Е. Старикова начали преследование при воздушной поддержке, обезвредив всех боевиков через час. Один человек скрылся, забрав два автомата и 47400 долларов, но через год был арестован и осуждён.

#### Теракт в Будённовске
В 1994 году в Моздоке «Альфа» выполняла ряд оперативных задач, среди которых была охрана спецпоезда с находившимся в нём министром обороны Павлом Грачёвым и главой МВД РФ Виктором Ериным. Старшие группы в операции — А. Н. Савельев и Ю. Г. Дёмин. С 1995 по 1996 годы её сотрудники участвовали в боевых действиях в Чеченской Республике Ичкерия (в том числе в Грозном) в качестве мобильных групп антитеррора (ночное усиление). Среди их миссий были охрана Дома правительства и здания УФСБ в чеченской столице; охрана секретаря Совета безопасности РФ О. И. Лобова, находившегося в зоне боевых действий; захват боевиков ЧРИ, сопровождение колонн с ЗАС, боеприпасами и продовольствием. Так, пять оперативников организовали безопасный проход одной военной колонны на протяжении 200 километров через сёла, где могли скрываться члены формирований ЧРИ. Оперативники нередко предугадывали действия чеченских сепаратистов: в одном из отчётов утверждалось, что в случае начала активных боевых действий в Грозном боевики предпримут попытки изоляции важнейших правительственных объектов.
Одним из самых тяжёлых и драматичных событий для «Альфы» стал теракт в Будённовске. 14 июня 1995 года в Будённовск на двух автомобилях «КамАЗ» ворвалась группа чеченских боевиков численностью около 200 человек во главе с Шамилем Басаевым, захватившая городскую больницу с медицинским персоналом и пациентами (всего около 2 тысяч человек). Террористы потребовали от российских властей немедленно прекратить боевые действия в Чечне и начать переговоры с президентом Чеченской Республики Ичкерия Джохаром Дудаевым. Для устрашения Басаев объявил, что казнит пять человек, а затем будет расстреливать по 10 человек каждые полчаса, пока не будут выполнены требования боевиков. Утром 17 июня в исключительно тяжёлых условиях сотрудники «Альфы» при поддержке отряда «Вега» предприняли штурм больницы: старшим группы был генерал-лейтенант А. В. Гусев. 
Ожидалось, что помощь будет оказывать подразделение внутренних дел «Витязь», которое должно было доставить 14 или 15 единиц бронетехники со станковыми пулемётами для подавления огневых точек в здании, поскольку с помощью ручного стрелкового оружия это было невозможно выполнить. Однако подкрепление в виде бронетехники так и не появилось. Штурм шёл примерно с 5 часов утра, но не увенчался успехом. В распоряжении «Альфы» оказалось всего три единицы бронетехники, которые появились в разгар штурма, но были сожжены. Боевики прикрывались заложниками, выставляя их у окон, и обстреливали наступавших солдат из автоматов, пулемётов и гранатомётов из-за спин заложников, что не давало оперативникам возможности продвигаться вперёд и применять тяжёлое оружие. На протяжении более двух часов штурмующие находились под плотным огнём и не могли наступать, неся потери в живой силе и технике. По мнению газеты «Аргументы и факты», ссылавшейся на некоторых военных специалистов, на протяжении четырёх часов бойцы «Альфы» находились под огнём такой плотности, какой не было даже во время штурма дворца Амина в 1979 году. Вследствие провала штурма российские власти вынуждены были пойти на переговоры, чтобы освободить заложников.
Басаев связался по мобильному телефону с 1-м Председателем Правительства Российской Федерации Виктором Черномырдиным и добился обеспечения коридора для своих людей в обмен на освобождение заложников: сначала были освобождены роженицы и матери с грудными детьми (по некоторым данным, у боевиков к тому моменту заканчивались боеприпасы), а потом все остальные. Две штурмовые группы бойцов «Альфы», которые прорвались в здание больницы и завязали там бой, получили приказ отступить. Захватив с собой 123 заложника, боевики погрузились в автобусы и колонной направились в сторону Чечни, освободив всех недалеко от горного селения Зандак. В результате акции чеченских боевиков в Будённовске погибло 129 мирных граждан, 18 работников милиции, 18 военнослужащих (включая трёх сотрудников «Альфы» — майора В. В. Соловова, лейтенантов Д. В. Рябинкина и Д. Ю. Бурдяева). Среди казнённых боевиками во время теракта заложников были и мирные жители, и находившиеся на лечении в больнице раненые лётчики. 415 человек получили ранения различной степени тяжести. 22 июня в Клубе имени Дзержинского на Лубянке состоялось прощание с погибшими офицерами «Альфы».
Захват заложников в Будённовске стал одним из наиболее шокирующих эпизодов Первой чеченской войны, а командир группы «Альфа» Александр Гусев утверждал, что решение группы об отказе от штурма было единственным способом спасти жизни людей. Участвовавший в штурме офицер «Альфы» Константин Никитин утверждал, что в случае выхода оперативников на второй этаж была бы слишком высокая вероятность гибели заложников от пуль бойцов группы «А»:

Допустим, что «Ашники» всё же вошли бы в больницу и вышли на второй этаж. Трудно даже предположить, как бы они выполняли задачу дальше, когда пространство между террористами и бойцами группы антитеррора забито заложниками. От чьих пуль больше бы пострадали они, и что бы началось, какая паника и сумятица в этой мясорубке?

Президент союза «Офицеры группы „Альфа“» Алексей Филатов, бывший пулемётчиком группы во время штурма, в интервью «Московскому комсомольцу» заявил, что в случае доведения боя до конца группа потеряла бы около 70 % бойцов, половина заложников погибла бы от пуль оперативников, а другая половина была бы взорвана террористами вместе со зданием. Об этих возможных последствиях штурма члены штаба «Альфы» в Будённовске постоянно докладывали политическому руководству России, однако президент России Борис Ельцин настоял на силовом решении конфликта и штурме больницы. По мнению, высказанному в одном из номеров газеты «Аргументы и факты» за 1995 год, «Альфа» оказалась заложницей властей, которые принимали непоследовательные решения во время событий в Будённовске.

#### Освобождения заложников в Махачкале и на Васильевском спуске
В 1995 году «Альфа» участвовала ещё в нескольких операциях по обезвреживанию преступников. В августе ими была задержана группа лиц, которая занималась перепродажей огнестрельного оружия, поступавшего из Северной Осетии в столицу. 20 сентября 1995 года им пришлось обезвреживать группу бандитов, которые после проверки документов захватили на махачкалинском автовокзале пассажирский автобус, который направлялся в Нальчик. Некоторое время спустя террористы выпустили из автобуса одну женщину, которая сообщила, что под залогом находятся девять мужчин, семь женщин и двое детей. Террористы, удерживавшие заложников, были обезврежены бойцами группы «А». Старшим в операции был командир группы, генерал-лейтенант А. В. Гусев.
14 октября 1995 года на Васильевском спуске в нескольких метрах от Кремля 34-летний предприниматель Виктор Сургай, вооружённый пистолетом ПМ и взрывным устройством, проник в автобус «Мерседес» с 25 южнокорейскими туристами и захватил их в заложники. Он потребовал 10 миллионов долларов США и самолёт, не указав конечный пункт вылета и пригрозив взорвать автобус в случае отказа (при этом он намекал, что собирается лететь на Кавказ и выпрыгнуть из самолёта с парашютом). С преступником велись длительные переговоры, в которых участвовал мэр Москвы Ю. М. Лужков, в то время как группа «А» под руководством командира, генерал-лейтенанта А. В. Гусева, вела разведку и намечала варианты действий, обеспечив снайперское прикрытие. В ходе переговоров Сургай отпустил всех удерживаемых женщин и трёх мужчин, снизив выкуп до миллиона долларов, однако проявлял крайнюю осторожность, что не давало оперативникам подготовиться к штурму. Получив 470 тысяч долларов, он потребовал ему предоставить оставшуюся сумму, легковую машину без водителя и право выезда в любой столичный аэропорт. В 22:38 по команде руководителя операции директора ФСБ М. И. Барсукова начался штурм автобуса силами групп Ю. Н. Торшина и В. Н. Демидкина: после того, как были разбиты стёкла, Сургай открыл огонь из пистолета и получил смертельное ранение в результате выстрела снайпера. В ходе штурма никто из заложников не пострадал.

#### Теракт в Первомайском
9 января 1996 года несколько отрядов боевиков ЧРИ под командованием Салмана Радуева, Хункар-Паши Исрапилова и Турпал-Али Атгериева совершили вооружённый налёт на находившийся рядом с административной границей Чечни город Кизляр в Дагестане. Ими были атакованы аэродром и военный городок батальона внутренних войск МВД. В результате атаки были уничтожены два вертолёта Ми-8 и топливозаправщик российских войск, но захватить аэродром не удалось; позже боевики захватили в городе больницу, роддом и 9-этажный дом, согнав туда гражданских и взяв их в заложников. Руководство ФСБ и МВД приняло решение освободить заложников силой, без ведения переговоров, направив в Дагестан группы «А» и «В», а также отряды специального назначения МВД РФ и МО РФ. Дагестанские власти позволили Радуеву и его людям выехать на автобусах в Чечню — в обмен на это террористы отпустили большую часть заложников, оставив некоторых в качестве живого щита. Ожидалось, что спецназ перехватит автобусы по дороге в Чечню, однако планы были скорректированы после того, как автобусы выехали раньше срока. Радуев прибыл в село Первомайское, которое и окружили затем федеральные войска. 15 января российские войска начали штурм села с применением артиллерии и вертолётов: поводом стали перехваченные радиопереговоры между Радуевым и Дудаевым, в которых утверждалось о расстреле заложников. Ожидалось, что после артобстрела боевиков загонят в дома, а под прикрытием дымовой завесы в село войдут бойцы групп «А» и «В», но боевики ответили плотным огнём из окопов, не подпустив близко федеральные войска.
В Первомайском бойцы группы «А» (старший — командир «Альфы» генерал-лейтенант А. В. Гусев), которая при штурме села находилась в резерве, вместе с «Витязем» проводили разведку боем на юго-восточной окраине посёлка, выявляли и подавляли огневые точки противника, осуществляли огневое прикрытие подразделений МВД, оказывали медицинскую помощь и эвакуировали раненых с поля боя. Вечером 17 января состоялся последний штурм, в ходе которого штурмовые группы решили отойти от села, чтобы выкурить боевиков, которые попытались бы прорвать окружение. Чеченцы перешли в контратаку: их попытались уничтожить в открытой степи, однако как минимум от 15 до 20 боевиков удалось выйти из окружения. По итогам операции из находившихся в селе 116 заложников были освобождены 82 (13 человек погибли); в Первомайском были уничтожены 153 боевика и 30 захвачены в плен, а в самом Кизляре были убиты ещё 30 человек. Сама группировка федеральных войск потеряла 26 убитыми и 95 ранеными: серьёзные потери понесли отряд «Витязь», а также СОБР и ОМОН, попавшие под огонь своих. Из личного состава группы «А» во время штурма погиб майор В. М. Воронцов, а ещё два сотрудника «Альфы» — майор А. В. Киселёв и майор Д. В. Голиков — уже после окончания штурма были убиты случайным выстрелом из пушки БМП.
С 11 по 28 августа 1996 года группа «Альфа» участвовала в боях в Грозном, сражаясь за комплекс административных зданий, в том числе за здание Управления ФСБ и общежития ФСБ. Чеченские сепаратисты нанесли мощный удар, взяв здание общежития ФСБ и выбив оттуда бойцов группы «В», потерявшей 15 человек убитыми. Оборону здания Управления ФСБ держал сводный отряд, куда входили 21 сотрудник группы «А», 14 бойцов Краснодарской «Альфы» и работники УФСБ. Старший — А. В. Михайлов; группа «А» потерь убитыми не понесла.

#### Освобождение заложников в Майкопе
29 мая 1997 года оперативники УФСБ по Адыгее предприняли попытку арестовать криминального авторитета Аслана «Безрукого» Атажахова, чья банда орудовала в Адыгее и помогала полевым командирам Чеченской Республики Ичкерия. Сотрудники 13-го отдела группы «А» УФСБ России по Краснодарскому краю (краснодарский региональный отдел «Альфы») разработали план по захвату Атажахова в доме 383/2 по улице Пионерской в Майкопе, где он постоянно проживал. Атажахова силовики задержали без особого сопротивления, намереваясь затем обыскать его квартиру с целью изъятия оружия и иных доказательств его связей с преступным подпольем. Однако около получаса силовики не могли достучаться, а позже выяснилось, что племянник и сообщник Аслана — Азамат Тхитлянов, воевавший в Чечне на стороне боевиков — захватил квартиру, взяв в заложники супругу дяди, гражданку Шовгенову, и двоих детей Аслана.
Оперативники пошли на штурм квартиры. Сотрудник «Альфы» прапорщик А. В. Дёмин открыл основную дверь, выломал вторую, однако после этого по нему открыл огонь Тхитлянов. Дёмин принял все пули на свой бронежилет, упав на лестничную площадку, а затем Тхитлянов бросил взведённую гранату. Дёмин накрыл гранату, спасая сослуживцев от гибели, но и сам погиб. Другой сотрудник УФСБ России по Республике Адыгее Сергей Садовничий получил тяжёлые ранения, от последствий которых скончался через два месяца. Ещё два оперативника — Владимир Зайцев и Инвербий Джаримок — были ранены, но выжили. После перестрелки с Дёминым Тхитлянов объявил жену Атажахова и их детей заложниками, потребовав в обмен на их жизни освободить Атажахова и предоставить оружие и автобус для выезда в Чечню, угрожая в случае взорвать дом. Весь квартал Майкопа был оцеплен, всех жильцов дома эвакуировали. Атажахов, узнав о случившемся, потребовал от силовиков любой ценой вернуть ему сына.
Переговоры с Тхитляновым вёл по телефону начальник отдела по борьбе с террористом УФСБ по республике подполковник Леонид Михалюк. Тхитлянов для устрашения обстреливал окрестности из автомата; позже было установлено, что он находился в наркотическом опьянении. Спустя 12 часов после начала переговоров Тхитлянов вынужден был сдаться, выбросив с балкона автомат, пистолет и чеку одной из гранат. Тхитлянова задержали, изъяв у него фальшивый паспорт, наркотики и ещё две боевые гранаты. Он был приговорён судом к пожизненному лишению свободы, а Атажахов получил 5 лет тюрьмы. Погибших Александра Дёмина и Сергея Садовничего наградили орденами Мужества посмертно; в память о событиях на здании дома была установлена мемориальная доска в память о Садовничем и Дёмине.

#### Захват заложника у посольства Швеции
10 декабря 1997 года в московском аэропорту «Шереметьево-1» был арестован Геннадий Тодиков, который угрожал взорвать самолёт Ил-62М, следовавший по маршруту Магадан — Норильск — Москва. Тодиков требовал 10 миллионов долларов США и вылет в Швейцарию с целью получения политического убежища. В операции участвовал полковник группы «А» А. Н. Савельев, который проник на борт под видом технического работника и легко обезвредил преступника: как оказалось, у Тодикова был только муляж самодельного взрывного устройства, а сам Тодиков был психически нездоровым и пытался сбежать на Кубу через Швейцарию.
Через 9 дней Савельев стал фигурантом ещё одной операции: вечером 19 декабря на автостоянке возле здания посольства Швеции (дом 60 по улице Мосфильмовской) ранее судимый Сергей Кобяков, вооружённый пистолетом ПМ и гранатой Ф-1, захватил торгового представителя Швеции Яна-Улофа Нюстрема (швед. Jan Olof Nyström) и его жену, находившихся в автомобиле Volvo 340 (позже он отпустил жену). Кобяков потребовал 3 миллиона долларов и вертолёт, угрожая убить Нюстрема. На место происшествия прибыла группа во главе с начальником управления А. В. Гусевым, а также его заместителями А. И. Мирошниченко и А. Н. Савельевым. Савельев предложил себя в заложники в обмен на жизнь Нюстрема, и Кобяков согласился.
Пока шли переговоры с участием директора ФСБ Н. Д. Ковалёва и шведского посла Свена Хирдмана, «Альфа» готовила план освобождения своего сотрудника и нейтрализации преступника. После полуночи Савельев перенёс сердечный приступ: агрессивный Кобяков потребовал передать ему коньяк в обмен на допуск врачей к заложнику, которые сделали Савельеву инъекцию. После часа ночи оперативники пошли на штурм: последовала перестрелка, в ходе которой снайперы всё же застрелили Кобякова. Савельева, находившегося в состоянии клинической смерти, срочно доставили в 64-ю городскую больницу. Несмотря на все усилия врачей, его спасти не удалось. 22 декабря 1997 года начальник штаба группы «Альфа» полковник Анатолий Николаевич Савельев был посмертно удостоен звания Героя России.

### Деятельность с 2000 года

#### Бои в Чечне и Дагестане. Банда братьев Хугаевых
Осенью 1999 года в Дагестан вторглись исламские боевики, и для предотвращения дальнейших действий с их стороны в республику были направлены бойцы «Альфы». В том же году «Альфа» вступила в бои в Чечне против сил Чеченской Республики Ичкерия и иностранных исламских наёмников, которые шли в рамках начавшейся Второй чеченской войны. Параллельно в январе 2000 года в Иерусалиме оперативники входили в состав сил, охранявших Святейшего Патриарха Московского и Всея Руси Алексия II, который посетил Иерусалим по случаю 2000-летия Рождества Христова.
С 5 по 20 марта 2000 года в селе Комсомольское Урус-Мартановского района велись бои против вооружённой группы Руслана Гелаева: в ходе боёв на юго-западной окраине Комсомольского снайперская группа «Альфы», подошедшая с КП «Запад», помогла ликвидировать чеченских снайперов, которые не позволяли пополнить боеприпасы экипажам танков. В составе группы снайперов присутствовал в качестве наблюдателя майор А. В. Перов. 13 марта в посёлке Новогрозненский оперативно-боевая группа Центра специального назначения ФСБ, куда входили и бойцы «Альфы», используя тщательную маскировку участников, схватила полевого командира Салмана Радуева, которого называли «генералом армии Джохара Дудаева». В тот день Радуева пригласили на встречу в посёлок с земляком, который обещал одолжить ему 7 миллионов долларов, припрятанных в некоем тайнике, и он прибыл на встречу с охранником и казначеем, однако всех обезвредили усыпляющими инъекциями, а сам Радуев очнулся уже в самолёте спецслужб. 30 марта того же года в посёлке Ведено произошла трагедия: на управляемом фугасе подорвались трое оперативников разведгруппы ЦСН ФСБ, которые разыскивали убийц сотрудников Пермского ОМОНа. Среди погибших был капитан управления «А» Н. Н. Щекочихин, участвовавший в операции по захвате Радуева и награждённый за операцию медалью «За отвагу» (посмертно награждён орденом Мужества).
21 сентября 2000 года в посёлке Лазаревское, находящемся в 70 км от Сочи (Краснодарский край), в частной гостинице были взяты заложники: банда вооружённых людей в масках ворвалась в дом 24 по улице Колораша и взяла в заложники трёх мужчин и женщину. Во главе банды стояли братья Сослан и Аслан Хугаевы из Владикавказа (Сослан находился на излечении в психдиспансере) и Иван Савченко, наркоман. Террористы потребовали 30 миллионов долларов в качестве выкупа за заложников, освобождение находящихся в российских тюрьмах чеченцев и встречу с президентом России. В 12 часов один из заложников сбежал из гостиницы, выпрыгнув из окна, но сломав обе ноги: его пришлось отправить в больницу, а сам он сообщил, что террористы вооружены огнестрельным оружием и гранатами. К 15 часам на место происшествия прибыли сотрудники отряда «Альфа» и заместитель директора ФСБ вице-адмирал Герман Угрюмов, а после телефонного разговора с начальником Сочинского УВД генералом Белозёровым террористы отказались от требования об освобождении чеченцев из тюрем, оставив только требования о выкупе. В 5 часов утра было сообщено об освобождении одного из заложников, а в 6 часов от госпитализированного стало известно, что в гостинице находится пятеро террористов, а заложников осталось всего двое. В 11:05 террористы сдались добровольно, однако точные цифры того, сколько на самом деле было террористов и заложников, а также были ли среди находившихся в гостинице них пособники террористов, названо не было. В переговорах участвовал полковник С. В. Милицкий.

#### Ликвидация Арби Бараева. Освобождение заложников в Минеральных Водах
С 19 по 22 июня 2001 года сотрудники «Альфы» участвовали в полномасштабной специальной операции по уничтожению группировки полевого командира ЧРИ Арби Бараева (кличка «Эмир Тарзан»), прославившегося серией похищения людей и участии в работорговле в ЧРИ. В операции были задействованы сотрудники ЦСН, разведчики из 46-й бригады внутренних войск МВД, подразделения Министерства обороны. Вечером 21 июня в станице Ермоловская (Алхан-Кала) на территории Чечни бойцы отряда «Русь» обнаружили схрон, в котором скрывался Бараев. В ходе короткого и упорного боя Бараев и его сообщники были уничтожены, но при этом погиб рядовой Е. В. Золотухин (посмертно удостоен звания Героя России). 11 июля 2001 года в селе Майртуп Курчалоевского района бойцы группы «Альфа» проводили обыск одного из домов, где скрывался один из ближайших подручных Хаттаба, арабский полевой командир Абу Умар Мухаммед ас-Сайяф, который руководил учебным лагерем «Кавказ» и являлся организатором взрывов жилых домов в сентябре 1999 года в Москве и Волгодонске. При обыске дома, где скрывался Абу Умар, один из бойцов случайно заметил подозрительно выглядевшую ступеньку деревянной лестницы: служебный пёс по кличке Чен дал оперативникам знать, что за ступенькой может быть что-то подозрительное. Когда сотрудники отодрали половицу, то из-под лестницы был открыт автоматный огонь. Один из бойцов «Альфы» был ранен, однако в ходе этого боя был уничтожен засевший в укрытии Абу Умар. В операции участвовали две группы бойцов отряда «Русь», которые блокировали отступление Абу Умара из села в горы.
31 июля 2001 года 34-летний чеченец Султан-Саид Идиев, участвовавший в обеих чеченских войнах, причастный к захвату одного самолёта и имевший судимость, захватил в заложники пассажиров рейсового автобуса «Икарус», следовавшего по маршруту Невинномысск — Ставрополь. В заложниках оказались 40 пассажиров с водителем: машина остановилась на мосту на дороге, ведущей в аэропорт города Минеральные Воды. Со злоумышленником изначально вступили в переговоры исполняющий обязанности УВД Невинномысска Виктор Туманьянц и заместитель полпреда президента в Южном федеральном округе Александр Коробейников. На одном из постов ГИБДД Идиев вытолкнул из автобуса заложника, получившего касательное огнестрельное ранение коленного сустава. Позже к переговорам подключились и сотрудники группы «А». Они же, прибыв в аэропорт, начали готовиться к штурму автобуса и занимать огневые позиции. Контакт с боевиком, который представился как «Аслан», устанавливал полковник С. В. Милицкий, представившийся Идиеву как сотрудник администрации Президента. В ходе первой встречи Милицкий добился освобождения одной заложницы и изучил вооружение террориста: автомат АК, две штатные толовые шашки на груди с проводом, граната Ф-1 в гранёном стакане с выдернутой чекой (позже было установлено, что на его теле были также 1,5 кг литого тротила).
Основным требованием Идиева было освобождение пятерых его сообщников, осуждённых в 1994 году за захват пассажирского самолёта в Минеральных Водах, но в разговоре с Милицким Идиев потребовал десять пулемётов ПК и вертолёт; за одного освобождённого сообщника он готов был отдать только одного заложника. К вечеру ситуация накалилась, и Идиев стал истерить: иногда он высовывался из двери и стрелял из автомата в воздух. В решающий момент Милицкий направился вместе с начальником УФСБ России по Ставропольскому краю генерал-лейтенантом П. А. Кондратовым к автобусу: в какой-то момент Идиев выглянул из двери, и его тут же застрелил снайпер. Одновременно с выстрелом группа захвата на УАЗе сблизилась с автобусом и после взрыва светошумовых гранат проникла в автобус, выведя заложников и вынеся тело бандита. Никто из находившихся в автобусе заложников не пострадал. Всего с момента захвата заложников и до штурма прошло 13 часов. Старшими в этой операции были начальник Управления «А» В. Г. Андреев и А. И. Мирошниченко, начальник штаба специальной операции — генерал-полковник А. П. Ежков.

#### Теракт на Дубровке
12 февраля 2002 года в районе села Старые Атаги в Чечне во время разведки завязался бой против банды Хизира Хачукаева, насчитывавшей от 16 до 50 человек. Погибли двое оперативников «Альфы» — майор М. П. Марченко и майор Б. Б. Курдибанский; ещё двое офицеров были ранены и попали в плен. 15 февраля поступили ошибочные сообщения, что Хачукаев был убит.
23 октября того же года группа террористов во главе с Мовсаром Бараевым, собравшись в Москве, взяла в заложники до 800 зрителей мюзикла «Норд-Ост», актёров и работников Театрального центра на Дубровке. Бараев и его люди потребовали прекратить боевые действия в Чечне, угрожая взорвать здание с помощью размещённых в зале мощных взрывных устройств и поясов смертников, скрытых на телах нескольких женщин. В ходе предварительных действий сотрудники ФСБ добились освобождения нескольких десятков человек из числа заложников, однако от рук террористов в зале погибли несколько людей. Силами Центра специального назначения ФСБ был предпринят штурм, состоявшийся 26 октября. По одним данным, с момента штурма и до захвата шахидок, сопровождавших Бараева, прошло около 15—18 секунд. По другим данным, на всю операцию с участием всех оперативников ФСБ могло уйти около 1530 минут — в этот временной промежуток включаются мероприятия по ликвидации боевиков на подступах к зрительному залу и в самом зале (около 5 минут), а также действия по ликвидации террористов, скрывавшихся в служебных помещениях (около 10 минут).
В результате операции был уничтожен 41 террорист (в том числе главарь группы Мовсар Бараев), все террористки-смертницы были убиты выстрелами в голову с близкого расстояния. Освобождено более 750 заложников (из них 60 иностранцев), но 120 человек спасти не удалось. Для нейтрализации шахидок ФСБ применило некий усыпляющий газ, однако целесообразность его применения в присутствии большого числа заложников оспаривают до сих пор. Родные и близкие некоторых погибших полагали, что газ стал одним из факторов, повлёкших смерть многих людей, которые уже страдали от обезвоживания и ослабления организма. В декабре 2011 года Европейский суд по правам человека поддержал претензии родственников погибших.

#### Ликвидации чеченских «амиров»
В течение 2003 года группа «А» работала в Чечне, занимаясь не только нейтрализацией незаконных вооружённых формирований, но и обнаруживая склады. Так, летом в одном из чеченских сёл группа во главе с майором В. А. Ульяновым обнаружила подозрительный дом, в котором могли скрываться сепаратисты, однако Ульянов предположил, что в доме находился схрон с оружием. Несмотря на то, что за день работы Ульянов не раскопал схрон, последующие группы подтвердили его догадку и обнаружили на большой глубине подпольный склад с оружием и боеприпасами. Осенью того же года состоялась очередная командировка группы «А» в Чечню, которая работала в горах и за время командировки взяла базу чеченских сепаратистов. Утром 8 сентября группа приступила к очередному заданию: в селении Ялхой-Мохк находились два «амира» (главари крупных группировок), которых надо было взять живыми для получения ценной информации, а рядом с селением была база. Оперативники для маскировки переоделись так, чтобы не отличаться от чеченцев. Ночью бойцы добрались до нужных позиций, а через несколько минут появились противники, вооружённые автоматами с подствольными гранатомётами и ручными гранатами. В первой группе работал майор В. А. Ульянов: одного «амира» удалось схватить живым, однако его охрана начала отстреливаться. В ходе перестрелки Ульянов получил тяжёлое ранение, от которого скончался. Второго «амира» захватить живым не удалось: в результате завязавшейся перестрелки он был уничтожен. Посмертно Ульянову было присвоено звание Героя России.
8 апреля 2004 года бойцы Управлений «А» и «В» участвовали в спецоперации по поиску и ликвидации Абубакара Висимбаева по кличке «Одноглазый Бакар», который был ближайшим подручным Шамиля Басаева и прошёл обучение диверсионному делу в одном из лагерей Хаттаба. Висимбаев был вербовщиком женщин-смертниц («шахидок»), готовившихся к совершению теракта на Дубровке, а также был причастен к серии взрывов (теракты на религиозном празднике в селении Илисхан-Юрт и в селе Знаменское, взрывы автобуса с персоналом базы ВВС и на территории военного госпиталя). Предварительные поиски в Грозном не дали ничего, и обе группы отправились в станицу Шелковская Наурского района, где было одно из убежищ Висимбаева. Когда они вошли в дом, где скрывался «Одноглазый», то при обыске комнат обнаружили двух женщин, ребёнка и молодого мужчину. Сотрудник «Альфы» майор Ю. Н. Данилин, открывая одну из больших комнат, попал под обстрел находившегося в здании боевика, и был тяжело ранен. Ранение Данилина оказалось смертельным, однако Висимбаева удалось уничтожить, а его подручного захватить в плен. Данилину посмертно было присвоено звание Героя России.
13 июля 2004 года «Альфа» понесла очередную потерю: в Грозном погиб прапорщик С. А. Цаплин, который осуществлял личную охрану и. о. президента Чеченской Республики Сергея Абрамова. Цаплин находился в автомобиле сопровождения, который был взорван в результате срабатывания радиоуправляемого фугаса.

#### Операция по освобождению заложников в Беслане
1 сентября 2004 года группа вооружённых боевиков под командованием Руслана Хучбарова по приказу Шамиля Басаева захватила свыше 1100 заложников в здании бесланской школы № 1. В первый же день ими были расстреляны более 20 заложников. 3 сентября в 13:05 в здании школы прогремели два мощных взрыва, после чего сотрудники ЦСН пошли на штурм. В ходе многочасовой операции были уничтожены 28 террористов (трое участников захвата, включая одну из смертниц, погибли в период с 1 по 2 сентября), один террорист (Нурпаша Кулаев) был захвачен живым. Всего жертвами теракта стали 334 человека (в том числе 186 детей), свыше 800 человек получили ранения. Спасая заложников, погибли три сотрудника «Альфы» — майор А. В. Перов (Герой России посмертно), майор В. В. Маляров, прапорщик О. В. Лоськов, а также семеро бойцов «Вымпела».
Одной из первых в школу зашла группа оперативников «Альфы» под руководством полковника В. Н. Демидкина. Он рассказывал, что до последнего момента сомневался в том, что штурм школы действительно будет, а местные жители грозились стрелять в спину его сотрудникам, если «Альфа» пойдет на штурм. По словам полковника, террористы были очень хорошо вооружены и установили в школе огромное количество ловушек. Несмотря на то, что в ходе операции Центр специального назначения ФСБ потерял 10 человек погибшими, количество желающих проходить службу в его подразделениях резко выросло.

#### Ликвидация Аслана Масхадова и Абу Хафса
Операция по нейтрализации президента Чеченской Республики Ичкерия Аслана Масхадова и его ближайшего окружения планировалась российскими спецслужбами долго и тщательно. В начале марта 2005 года ими была получена информация, благодаря которой удалось определить местонахождение убежища Масхадова. 8 марта 2005 года в чеченском селе Толстой-Юрт оперативники обнаружили схрон с бандитами благодаря служебной собаке по кличке Мурат. В ответ на предложение российских силовиков сдаться чеченские боевики ответили категорическим отказом. Завязался бой, в ходе которого оперативно-боевые группы Центра специального назначения ФСБ обезвредили бандитов. Считается, что Аслан Масхадов был застрелен своим племянником и телохранителем Висханом Хаджимуратовым из пистолета Макарова. По словам вице-президента Ассоциации ветеранов подразделения антитеррора «Альфа» полковника запаса Сергея Полякова, именно сотрудники группы «А» были на острие в ходе этой операции.
Спустя два дня, 10 марта понесло большие потери хабаровское региональное подразделение «Альфы» — вечером того дня в Урус-Мартановском районе Чеченской Республики разбился вертолёт Ми-8, летевший в сторону военной базы Ханкала и зацепивший задним винтом трос грозозащиты. При попытке пилотом набрать высоту лопасти, на которые намотало порвавшийся трос, и хвостовая балка разрушились, и машина рухнула на землю. Жертвами катастрофы стали 15 человек, среди которых было семеро сотрудников УФСБ по Хабаровскому краю, которые одновременно были бойцами хабаровской «Альфы». Шестеро офицеров (Эдуард Питихин, Андрей Косарг, Дмитрий Гассар, Антон Щербаков, Владимир Колесников и Александр Есягин) были похоронены 15 марта в Хабаровске, седьмой (майор Игорь Петренко) — в тот же день в Биробиджане. Погибшие посмертно награждены орденами Мужества, их имена навечно зачислены в списки Управления ФСБ России по Хабаровскому краю.
26 ноября 2006 года в дагестанском городе Хасавюрт были убиты пятеро человек, среди которых был Абу Хафс (настоящее имя Фарис Юсейф Умейрат) — представитель «Аль-Каиды», командир иностранных исламских боевиков на Северном Кавказе, финансист «джихада» в Чечне и сопредельных регионах. Во время досмотра одного из дворов города Хасавюрт служебный пёс по кличке Гранд обнаружил засаду из пяти боевиков, среди которых был и Абу Хафс. Силовая фаза операции началась на рассвете с уничтожения снайперами двоих боевиков, занявших оборону в частном доме; позже по воротам был произведён выстрел из гранатомёта, а затем на бронированном КамАЗе во двор дома ворвалась штурмовая группа. В ходе получасового боя все боевики были уничтожены. Собака и её хозяин не пострадали.

#### Деятельность в Дагестане и Сирии
С мая 2009 года «Альфа», несмотря на отмену режима КТО на территории Чечни, продолжила участие в антитеррористических операциях, проводившихся на территории Северного Кавказа при участии оперативно-боевых групп Центра специального назначения ФСБ России. Так, 13 мая силами группы «А» в районе горного селения Эндирей (Дагестан) был уничтожен «амир» Хасавюртовской бандгруппы Арсен Асульбегов, однако в ходе этой операции погиб капитан Р. К. Холбан.
2 марта 2010 года в населённом пункте Экажево Республики Ингушетия был уничтожен идеолог террористической организации «Имарат Кавказ» Саид Бурятский. Старшим группы в этой операции был Ю. Н. Торшин. Согласно Юрию Торшину, в операции участвовали все подразделения Центра специального назначения ФСБ — не только «Альфа», но и «Вымпел», и Служба боевого применения. Село было блокировано в ночь на 2 марта, операция прошла на его северной окраине. В ходе боя было ликвидировано ещё несколько членов террористического подполья, среди которых были четверо братьев Картоевых (Тухан, Ахмет, Магомед и Назир); сотрудник ингушского республиканского казначейства Кодзоев, тайно сотрудничавший с террористами, и Багаудин Далгиев, причастный к похищению весной 2009 года сына вице-президента «Роснефти» Михаила Ставского.
- 21 июня 2011 года — Кузнецовское, Дагестан. Бой против членов Кизлярской диверсионно-террористической группировки[181]. В ходе боя погибли два сотрудника «Альфы» — майор И. С. Панин и капитан Р. А. Лашин[182]; был тяжело ранен полковник С. А. Савчук, однако он выжил и вернулся в строй[183].
- 4 ноября 2013 года в Дагестане группа «А» потеряла своего 30-го сотрудника за всю свою историю: погиб старший лейтенант А. А. Матюшин[184].
- Зима 2014 года — Сочи. Обеспечение безопасности при проведении зимних Олимпийских игр[147].
- 19 апреля 2015 года — Буйнакск, Республика Дагестан. Спецоперация по ликвидации Алиасхаба Кебекова, лидера террористического движения «Имарат Кавказ»[185][186].
- С 2015—2016 годов — Сирия. Участие группы «А» в военной операции ВС РФ в Сирии: от подготовки батальонов военной полиции с участием инструкторов из «Альфы»[187] до привлечения оперативников группы «А» к участию в наземных операциях[188]. Имели место потери личного состава (майор С. И. Чернышов)[189].
- 16—17 июня 2016 года — Дагестан. В Сулейман-Стальском районе ликвидирована банда террористов Гасана Абдуллаева («Абу Ясир»). В ходе неё погиб сотрудник «Альфы» подполковник И. В. Марьенков, посмертно удостоенный звания Героя России[145].
- 28 августа 2017 года — Дагестан. Ликвидация боевиков в одном из домов на окраине Хасавюрта. Погибли два сотрудника группы «Альфа», подполковники Д. С. Ракицкий и А. П. Байбутлов. Бандиты были нейтрализованы, никто из мирных жителей не пострадал[190].

#### Вторжение в Украину
С 2022 года подразделения «Вымпел» и «Альфа» участвовали в войне с Украиной, в частности в боевых действиях в Курской области.

## Руководство

### Командиры (начальники управления)
- Виталий Дмитриевич Бубенин (5 сентября 1974 — 29 апреля 1977)[29][192], генерал-майор в отставке, Герой Советского Союза[193][194].
- Роберт Петрович Ивон (29 апреля — 10 ноября 1977)[29][192], полковник[193].
- Геннадий Николаевич Зайцев (10 ноября 1977 — 4 ноября 1988)[29][192], генерал-майор в отставке, Герой Советского Союза[193].
- Виктор Фёдорович Карпухин (4 ноября 1988 — 23 августа 1991)[29][192], генерал-майор, Герой Советского Союза[193].
- Михаил Васильевич Головатов (23 августа 1991 — 26 июня 1992)[29], полковник в отставке[193].
- Геннадий Николаевич Зайцев (4 июля 1992 — 31 января 1995)[29], генерал-майор в отставке, Герой Советского Союза[193].
- Александр Владимирович Гусев (31 января 1995 — 8 октября 1998)[29], генерал-лейтенант запаса[193].
- Александр Иванович Мирошниченко (8 октября 1998 — 18 декабря 1999)[29], генерал-лейтенант[193].
- Валентин Григорьевич Андреев (18 декабря 1999 — 19 июня 2003)[29], генерал-лейтенант запаса[193].
- Владимир Николаевич Винокуров (20 июня 2003 — 19 марта 2014), генерал-майор[195].
- Валерий Владимирович Канакин (19 марта 2014 — весна 2019), генерал-майор, Герой Российской Федерации[196].
- Кирилл Владимирович Курносов (с весны 2019—2019, врио), полковник[197].
- Александр Евгеньевич Бондаренко (2019 — сентябрь 2022), полковник, затем генерал-майор[198].

### Заместители командира (заместители начальника управления)
- Роберт Петрович Ивон (29 июля 1974 — апрель 1977; ноябрь 1977—1984)[192], полковник[22].
- Михаил Михайлович Романов (10 августа 1977—1980)[192], полковник[199].
- Владимир Александрович Туманов (1982—1989)[192].
- Валерий Петрович Емышев (1982—1988), заместитель начальника по политико-воспитательной работе), полковник запаса[192].
- Виктор Фёдорович Карпухин (1984—1988), генерал-майор, Герой Советского Союза[192].
- Владимир Николаевич Зайцев (1990—1991), полковник[192].
- Михаил Васильевич Головатов (1984—1991), полковник в отставке[192].
- Александр Иванович Мирошниченко (1993—?), генерал-лейтенант; первый заместитель командира[193][200].
- Леонид Владимирович Гуменный (?—2007), полковник[201][202].
- Сергей Аркадьевич Савчук, полковник, первый заместитель[183]

### Начальники штаба
Штаб Управления «А» был создан в 1990-е годы. Его возглавляли:
- Анатолий Николаевич Савельев, полковник, Герой Российской Федерации (посмертно)[193].
- Сергей Андреевич Поляков (с 19 декабря 1997 года, после гибели А. Н. Савельева), полковник.

## Структура и состав
Первоначально группа «А» насчитывала 30 человек. С 10 ноября 1977 года численность составляла 52 человека, к концу года выросла до 56 человек, в 1978 году насчитывала 71 человека. К 1980 году её численность превысила 100 человек: по состоянию на 10 января 1980 года в группе служили 123 чел. (в соответствии с приказом № 017 об увеличении штата на 71 единицу), в мае эта цифра превысила 200 чел.. С 21 декабря 1981 года службу в группе «А» несли 223 чел. (в силу приказа № 0637 о дополнительном введении ещё 100 единиц личного состава), что было обусловлено ростом числа террористических актов в мире. На 1 сентября 1988 года весь штат группы «А» составлял 250 единиц (248 военнослужащих и 4 вольнонаёмных).
30 июня 1984 года приказом № 0085 председателя КГБ было сформировано первое региональное подразделение группы «А» — 7-е отделение в Хабаровске (21 чел.), развёрнутое 3 марта 1990 года в 7-ю группу. Также были созданы 10-я группа (Киев), 11-я группа (Минск), 12-я группа (Алма-Ата), 13-я группа (Краснодар) и 14-я группы (Свердловск). Штат региональной группы составлял 45 чел., хотя до конца все эти группы не были укомплектованы. К 1991 году численность всей группы составляла 500 человек. После распада СССР 10-я, 11-я и 12-я группы достались Украине, Беларуси и Казахстану соответственно и послужили основой для формирования национальных подразделений спецназначения — украинской «Альфы», белорусской «Альфы» и казахского «Арыстана». Первым командиром краснодарской «Альфы» был полковник КГБ и ФСБ Г. А. Кузнецов (1948—2021).
В 1998 году после создания Центра специального назначения ФСБ были реорганизованы управления «А» и «В»: были расформированы их штабы и управления, а также подразделения обеспечения; боевые группы были отправлены в Центр. В связи с сокращением расходов личный состав был сокращён почти на треть. Согласно данным 2003—2004 годов, структура Управления «А» включала штаб, пять отделов (один отдел постоянно находился в командировке в Чечне), а также региональные отделы и службы спецназначения. Один отдел насчитывал около 30 человек, на одного офицера боевого отдела приходилось несколько человек из штаба. Местонахождением основной базы ЦСН называлась Балашиха-2 (в/ч № 35690). В Москве (без учёта региональных подразделений в Краснодаре, Екатеринбурге и Хабаровске) служило около 250 человек. В начале 2010-х годов 97 % должностей в управлении «А» занимали офицеры, порядка 3 % должностей — прапорщики (обычно водители и инструкторы).

## Награды
Более 500 сотрудников отмечены государственными наградами: из них двум действовавшим на тот момент сотрудникам было присвоено звание Героя Советского Союза, а десяти — звание Героя Российской Федерации:
- Виктор Фёдорович Карпухин, генерал-майор
- Геннадий Николаевич Зайцев, генерал-майор
- Геннадий Николаевич Сергеев, младший лейтенант (посмертно)
- Анатолий Николаевич Савельев, полковник (посмертно)
- Владимир Алексеевич Ульянов, майор (посмертно)
- Юрий Николаевич Данилин, майор (посмертно)
- Александр Валентинович Перов, майор (посмертно)
- Игорь Валерьевич Марьенков, подполковник (посмертно)
- Сергей Владимирович Дяченко, генерал-лейтенант
- Андрей Николаевич Кумов, полковник
- Евгений Демьянович Шендрик, полковник (краснодарское региональное отделение Управления «А»)
- Валерий Владимирович Канакин, генерал-майор

Четыре офицера группы «А» получили звание Героя не во время службы в подразделении:
- Виталий Дмитриевич Бубенин, генерал-майор[17]
- Игорь Башерович Медоев, генерал-майор[17]
- Александр Анатольевич Матовников, генерал-лейтенант[17]
- Александр Евгеньевич Бондаренко, генерал-майор[198]

С 1974 по 1991 годы сотрудники группы «А» были отмечены иными советскими орденами, медалями и званиями:
- Орден Ленина — 5 человек
- Орден Красного Знамени — 31 человек
- Орден «За личное мужество» — 17 человек
- Орден Красной Звезды — 47 человек, 6 человек дважды
- Орден «За службу Родине в Вооруженных Силах СССР» III степени — 8 человек
- Знак «Почетный сотрудник Государственной безопасности» — 13 человек
- Медаль «За отвагу» — 30 человек, один человек дважды
- Медаль «За боевые заслуги» — 27 человек, один человек дважды

С 1991 по 2003 годы сотрудники группы «А» были отмечены иными российскими орденами, медалями и званиями:
- Орден «За заслуги перед Отечеством» IV степени — 7 человек
- Орден Почёта — один человек
- Орден Мужества — 75 человек, 5 человек дважды
- Орден «За военные заслуги» — 35 человек
- Знак «Почётный сотрудник контрразведки» — 11 человек
- Медаль ордена «За заслуги перед Отечеством» I степени (с мечами) — 30 человек
- Медаль ордена «За заслуги перед Отечеством» II степени (с мечами) — 97 человек
- Медаль ордена «За заслуги перед Отечеством» II степени — 7 человек
- Медаль «За отвагу» — 157 человек, 40 человек дважды
- Медаль «За спасение погибавших» — 11 человек
- Медаль Суворова — 188 человек, один человек дважды
- Медаль Жукова — 16 человек

## Отбор и подготовка личного состава

### Принципы отбора в СССР
В советское время в группу «А» могли попасть исключительно сотрудники КГБ с не только отличной физической подготовкой, но и выдающимися спортивными способностями: среди служивших там были борцы, боксёры, стрелки, лыжники, легкоатлеты, велосипедисты и конькобежцы, которые имели звания чемпионов управления КГБ СССР по Москве (члены спортивного общества «Динамо») и даже чемпионов СССР, а также проявляли высокое мастерство при обращении с оружием и обладали крайне высокой координацией действий. В частности, в ряды «Альфы» одним из первых попал чемпион СССР по боксу Г. Б. Толстиков. Среди элементов физической подготовки были 10-километровый кросс, матчи в футбол зимой и летом с применением силовых приёмов, тренировки падения с разных высот, прыжки с парашютом и рукопашный бой с применением различных подручных предметов. Тактическая подготовка включала в себя стрельбу в тире, учения по ведению огня из всех видов оружия и управление любыми видами транспортных средств. Также проводилось моделирование различных ситуаций и решение задач с участием всех бойцов дежурного подразделения. Для восстановления после нагрузок в конце дня бойцы отправлялись в баню. Была распространена шутка, что в «Альфу» брали бойцов, которые могли обогнать троллейбус.
Помимо этого, в группу принимали только тех сотрудников, у кого было среднее профессиональное или высшее образование: они должны были отличаться умением оперативно мыслить, безошибочно принимать решения и быстро действовать при выполнении указаний. Бойцы «Альфы» тщательно изучали планы зданий советских консульств, посольств, аэропортов и вокзалов, а также структуры железнодорожных вагонов, автобусов и самолётов — наиболее вероятных для захвата террористами объектов. Умение мыслить и оценивать корректно обстановку в разных случаях считалось в группе «А» особенно важным, так как принятие неправильного решения могло обернуться гибелью заложников: так, 8 марта 1988 года при попытке угона Ту-154 семьёй Овечкиных милиция отказалась от задействования сотрудников группы «А» и пошла на штурм, используя только силы ГУВД Ленисполкома и ГОВД Выборга, но штурм обернулся трагедией. Из-за непрофессиональных и непродуманных действий штурмующих групп погибли 9 человек (пять террористов, бортпроводница и трое пассажиров), 19 были ранены (в том числе 2 сотрудника милиции и двое оставшихся террористов), а самолёт Ту-154 сгорел дотла. Особое внимание уделялось психологической подготовке бойцов, так как бойцы должны были быть готовы к тому, что в ходе операции могут погибнуть оперативники, если противник будет оказывать вооружённое сопротивление. В 1982 году в план «Набат» была включена характерная для бойцов задача по освобождению самолёта, захваченного террористами: обучение оперативников штурму самолёта велось в трёх аэропортах, одним из которых был Шымкентский аэропорт.

### Современный отбор. Нормативы
В настоящее время отбор военнослужащих в ряды «Альфы», как и других подразделений Центра специального назначения ФСБ РФ, осуществляется из курсантов вузов Министерства обороны России или пограничных институтов ФСБ России; также кандидатов могут рекомендовать действующие или бывшие сотрудники подразделений Центра. В группу принимаются лица в возрасте не старше 28 лет, в боевые подразделения — не старше 25 лет (исключения для сотрудников других спецподразделений ГРУ или МВД); рост кандидата должен быть от 175 см и выше. Подавляющую часть личного состава «Альфы» составляют офицеры, которые обязаны иметь высшее образование; остальная часть — прапорщики, к которым предъявляется требование в виде образования не ниже среднего.
Желающие попасть в ряды «Альфы» должны соответствовать исключительно жёстким требованиям в плане физических и психологических характеристик: тестирование проходит за один день, в ходе которого кандидаты сдают нормативы по физподготовке и рукопашному бою, схожие с экзаменом на получение крапового берета. Согласно данным издания «Свободная Пресса» за 2015 год, кандидаты на попадание в ряды группы «А» должны были сдать следующие нормативы с минимальными перерывами между каждым упражнением:
- Бег 3 км на стадионе, норматив — в пределах 10 мин 30 сек. Следует 5-минутный отдых.
- Бег 100 м, контрольный норматив — 12,7 сек.
- Подтягивание на перекладине — 25 раз. Далее 3-минутный отдых после каждого упражнения.
- 90 сгибаний и разгибаний туловища в положении лёжа — в течение 2 минут.
- 90 отжиманий от пола.
- 7 раз выполнить комплексное силовое упражнение (40 секунд на каждый цикл, отдыхи между циклами не предусмотрены):
  - 15 отжиманий от пола;
  - 15 сгибаний и разгибаний туловища в положении лежа;
  - 15 переходов из положения «упор присев» в «упор лежа» и обратно;
  - 15 прыжков из положения «присев».
- 100 раз выпрыгнуть вверх из сидячего положения с переменой ног.
- Жим штанги собственного веса (не более 100 кг) лёжа — 10 раз.

Через три минуты участник должен продемонстрировать навыки рукопашного единоборства: он выступает в шлеме, перчатках и защитных накладках на ногах и в паху. Его противником является инструктор или хорошо подготовленный в области рукопашного боя сотрудник Центра, схватка продолжается три раунда. Перед бойцом ставится цель не победить инструктора, а показать ему все свои навыки, и чем более активен кандидат, тем выше будет его оценка. Инструктор в ходе боя оценивает его бойцовские качества и волю к победе, пытаясь определить, насколько способен кандидат к обучению. Тот, кто уходит в глухую оборону, немедленно дисквалифицируется и снимается с дальнейшего отбора.
После проверки физической подготовки испытуемый проходит детальное медицинское обследование: как правило, требования к кандидатам намного выше, чем к курсантам военных вузов, что связывается с особенностями боевой подготовки. Параллельно ведётся спецпроверка у психолога, который изучает личность испытуемого, проводит испытания на полиграфе и собеседования с родными и близкими. Если кандидат успешно пройдёт все этапы, то он зачисляется на службу в спецподразделение. Этому предшествует ещё один обязательный шаг — родители и жёны испытуемых должны дать письменное разрешение на направление кандидата в ряды «Альфы», поскольку служба там сопряжена не только с огромными физическими нагрузками, но и серьёзным риском для здоровья и жизни бойца.
В подразделении несли и несут службу женщины. Среди них наиболее известны полковник ФСБ Ольга Спиридонова, кавалер ордена Мужества, и майор Ирина Лобова, участница операций по освобождению заложников на Дубровке и в Беслане. Согласно словам начальника штаба ЦСН ФСБ, женщины оказывали психологическую помощь детям, спасённым во время операции по освобождению заложников на Дубровке.

### Современное обучение
Согласно оценке, выдвинутой в газете «Аргументы и факты» в 1995 году, для полноценного обучения спецгруппы требовалось от 5 до 7 лет. По ходу службы сотрудники «Альфы» проходят обучение вождению бронетехники, получают альпинистскую и водолазную подготовку. Огромная физическая нагрузка и мобилизация всех сил организма являются характерными для учений и тренировок в составе «Альфы»: оперативники проходят воздушно-десантную подготовку, как и другие бойцы подразделений ЦСН ФСБ, и именно поэтому медицинская комиссия проводит особенно тщательное обследование кандидатов. Обычно обучение проходит три года, причём первые года бойца не привлекают к серьёзным операциям. Навыки оперативников оттачиваются также на совместных международных учениях с аналогичными спецподразделениями стран СНГ (белорусская «Альфа» и казахский «Арыстан») и на различных соревнованиях всероссийского и международного характера: так, в 2008 году на соревнованиях по стрельбе из боевого оружия, приуроченных к 10-летию образования Центра специального назначения ФСБ, команда управления «А» одержала победу, победив в финале коллег из белорусской «Альфы». В 2000-е годы возросли контакты с аналогичными спецподразделениями из Испании, Франции, Южной Кореи, Монголии и Китая, которые участвовали в совместных занятиях и изучали опыт антитеррористических операций в театральном центре на Дубровке и в школе № 1 Беслана.

## Снаряжение

### Огнестрельное оружие
Положение о группе «А» и Табель положенности вооружения, боеприпасов и материально-технического оснащения были утверждены приказом № 0023 от 12 февраля 1979 года. Большая часть вооружения и экипировки группы «А» — отечественного производства. Среди оружия представлены как стандартное армейское вооружение, так и специализированное, которое разрабатывалось институтами под те или иные задачи — это бесшумные пистолеты, винтовки и автоматы, а также различные химические, осветительные и взрывные спецбоеприпасы. Первоначально на вооружении группы состояли автоматы семейства АК всех возможных модификаций, пистолеты Макарова, снайперские винтовки СВД, пистолеты-пулемёты «Скорпион» и разные пулемёты от ручных ПК до станковых КПВ. В одних ситуациях группой «А» используется маскируемое или бесшумное оружие наподобие фонаря-электрошокера или стреляющих ножей типа НРС, в других — оружие нелетального воздействия от газовых пистолетов или газовых баллончиков до электрошокеров. На первых порах газовое оружие закупалось для нужд группы за рубежом и испытывалось на добровольцах из числа сотрудников для проверки эффектов и выработки соответствующих рекомендаций по применению. Среди разработанных специальных образцов оружия был так называемый «газовый багор» — сочетание багра, который не позволял захлопнуть дверь в самолёт, и газового оружия, которое при необходимости могло бы вывести из строя захвативших самолёт террористов.
В 1990-е годы в связи с переходом вооружённых сил РФ с калибра 7,62 на 5,45 долгое время был дефицит патронов нужного калибра, поэтому солдаты использовали оружие старого калибра. Долгое время оперативники обходились без использования ручных пулемётов, однако после теракта в Будённовске освоение пулемётов и их использование в специальных операциях стало обязательным. У некоторых подразделений (горные части и боевые пловцы) в настоящее время присутствуют импортные оружие и экипировка. Образцы иностранного вооружения находились на вооружении группы «А» и в советское время, однако поскольку кобура и комбинезон сотрудника подгонялась под отечественное вооружение, а запасы импортных патронов были ограниченными, то такое оружие применялось не так часто (нередко оно оказывалось в руках «Альфы» в качестве трофеев, захваченных в ходе боёв в Афганистане). В то же время оно использовалось и для проведения огневой подготовки оперативников: согласно материалам газеты «Аргументы и факты» за 1995 год, заместитель командира группы М. М. Романов, стреляя из американской автоматической винтовки M16, мог попасть с расстояния в 100 м в небольшую мишень, сопоставимую по размерам с пятаком.

### Транспорт и электроника
В СССР разрабатывались экспериментальные автомобили, которые можно было бы передать террористам во время ведения переговоров формально для выполнения их же требований, но в которые можно было бы пустить усыпляющий газ, нейтрализующий террористов и позволяющий освободить заложников. Эта идея не прижилась в связи с тем, что не было гарантии, что при потере водителем сознания не произойдёт ДТП. В советское время для связи между оперативниками использовались мультитоны — небольшие сигнальные устройства, которые использовали врачи скорой помощи и по которым бойцам предварительно сообщали о сборе группы. На случай срочного выезда у каждого члена группы был так называемый «тревожный чемодан», где хранилось всё необходимое для командировки. Для оповещения бойцов о тревоге и полной боевой готовности на базах подготовки устанавливалась светозвуковая сигнализация «Тесла». Первые мультитоны принимали сигналы с помощью цифр: одна цифра могла означать какую-то конкретную команду («Учебная тревога», «Боевая тревога» и т. д.). В 1990-е годы вместо мультитонов на вооружение «альфовцев» пришли пейджеры, по которым передавались все сообщения.
После образования кинологической службы некоторое время отрабатывался вариант управления собакой через радиоприёмник: с помощью специальной «сбруи» служебная собака несла радиоприёмник, который принимал команды инструктора и передавал их в ухо животного. Управление отрабатывалось на разных дистанциях до тех пор, пока не обеспечивалось устойчивое управление вне зоны прямой видимости.

### Форма и снаряжение
Из защитного снаряжения выделялись немецкие каски европейских спецподразделений (массой до 12 кг) с гарнитурой и триплексом, выдерживавшие серьёзные попадания, и титановые бронежилеты, разрабатывавшиеся с расчётом не только на выдерживание попаданий от пуль, но и на возможность сотрудником рассмотреть потенциальное самодельное взрывное устройство и нейтрализовать его. Хотя качество бронежилетов часто оставляло желать лучшего, от западных бронежилетов, которые были легче и удобнее, оперативники отказались, поскольку те пробивались первым же выстрелом из оружия типа АКМ; отечественные бронежилеты, будучи более тяжёлыми, являлись и более надёжными. Шлемы сотрудников были тяжёлыми, однако надёжно защищали лицо и голову от ружейных и пистолетных пуль: у таких шлемов опускалось забрало. Группой «А» у личного состава ВВС была заимствована также и форма как наиболее удобная и функциональная: комбинезоны лётных техников, кожаные куртки и сапоги. Масса бронежилета, используемого оперативником, могла достигать 16 кг. В настоящее время сотрудники используют пуленепробиваемые шлемы типа «сфера» с забралом и устройством индивидуальной связи, бронежилеты из титана и кевлара и крупные бронещиты, рассчитанные на оперативников ростом от 175 см и выше: подобными бронещитами можно было выбить дверь или стёкла в автомобиле или доме.

### Использование собак
В 1988 году в центральном подразделении группы «А» появилась кинологическая служба, аналоги которой позже появились и в региональных отделениях. За создание службы отвечал подполковник М. П. Ананков, выпускник Сортавальской кинологической школы Пограничных войск КГБ СССР, который служил в группе «А» с 1982 года. Поставленным группой задачам наиболее удовлетворяли немецкие овчарки: как правило, в группу отбирались потенциальные вожаки с сильной психикой, которые могли выдерживать стрессовые ситуации. У собак воспитывалось и поддерживалось спокойное восприятие выстрелов и взрывов; тренировки с собаками проводились как на полигонах, так и в местах общественного скопления, чтобы привить питомцам навыки работы среди людей (в частности, в автобусах и на стадионах). На тренировках оперативники использовали списанную одежду, одевая помощников в разную форму одежды и обучая собак захвату противника. По заказу «Альфы» даже сделали защитные рукава, чтобы развивать у собаки навык захвата противника за предплечье руки с оружием. Для обучения собак поиску самодельных взрывных устройств один из институтов по заказу «Альфы» также изготовил несколько десятков макетов с разными типами взрывчатки: на учениях с момента закладки взрывчатки до её поиска проходило от 12 до 15 часов.
В настоящее время служебные собаки являются преимущественно вспомогательным средством, которые играют важную роль при освобождении заложников, находящихся в транспортном средстве, при поиске взрывчатки или беглых преступников. В то же время применение собак считается фактором внезапности, облегчая задержание преступников. С 1998 года существует отделение кинологического обеспечения, входящее в службу боевого применения вооружения ЦСН ФСБ России: его сотрудники выполняют задачи по кинологическому обеспечению боевых операций Центра от поиска взрывчатки и вооружения о нейтрализации преступников. Методика подготовки поисково-спасательных собак МЧС РФ была взята на вооружение ФСБ для поиска преступников в подвалах, схронах и других укрытиях во время Второй чеченской войны. С 1998 по 2010 год минно-разыскные собаки приняли участие в более чем 100 оперативно-боевых мероприятиях ЦСН ФСБ России.

## Традиции и увековечивание памяти
Международная ассоциация ветеранов подразделения антитеррора «Альфа», образованная 26 октября 1992 года в Москве, является общественной организацией, которая занимается применением навыков оперативников для решения задач общественной жизни: она занимается работой по увековечиванию памяти о погибших оперативниках как группы «А», так и иных управлений Центра специального назначения ФСБ России. Ассоциация имеет свои филиалы и представительства в России и за рубежом. Ассоциация занимается созданием общественных объединений в сфере охранного бизнеса (Российский союз предприятий безопасности, Общероссийский профсоюз работников негосударственных организаций безопасности и др.). С 2006 года ежегодно сотрудниками отмечается день подразделений специального назначения (24 октября). Также 23 декабря ежегодно отмечается день памяти погибших при исполнении обязанностей сотрудников «Альфы», когда к их могилам возлагаются цветы.
В 2006 году в Беслане был установлен памятник погибшим в ходе операции по освобождению заложников бойцам «Альфы» и «Вымпела». Памятник представляет собой раскинутый военный плащ, на котором установлены шлем и бронежилет, накрывающий собой детскую игрушку и книжку.
Неофициальный гимн спецподразделения «Мы с буквы „А“ когда-то начинали читать, писать и даже говорить…», согласно подполковнику Алексею Филатову, появился в 2012 году на стихи телеведущего Леонида Якубовича. По словам Филатова, текст был написан Якубовичем в день похорон майора Анатолия Потатурина, погибшего при исполнении служебных обязанностей в Дагестане.

## Оценка деятельности
По мнению ряда СМИ, «Альфа» создавалась по образцу западных спецподразделений, занимавшихся не только проведением антитеррористических операций, но и разведывательной деятельностью: среди возможных прототипов фигурировали не только немецкая GSG-9, но и британская SAS, американская «Дельта» (создана по инициативе полковника Армии США Чарльза Бэквита в 1977 году из тех же соображений) и даже боевые группы израильской разведывательной службы Моссад. Однако отмечается, что «Альфа» вышла на сопоставимый с «Дельтой» уровень, не имея возможности объезжать всю страну в поисках потенциальных рекрутов или использовать ЭВМ для сбора всех данных по предполагаемым кандидатам и проведения анализа кандидатур, а также фактически не имея права сотрудничать с кем-либо из зарубежных специалистов. Решение руководства КГБ СССР привлекать любых сотрудников КГБ, имеющих московскую прописку, и опора на отдел кадров позволили разрешить проблемы с набором. Командир группы «А» Р. П. Ивон в шутку называл военнослужащих, первыми попавших в группу, «советскими Джеймсами Бондами с полным отсутствием амурных увлечений».
Действия «Альфы» высоко оценивали российские и зарубежные журналисты, ведшие хронологию крупнейших операций по освобождению заложников. Саратовский журналист Сергей Михайлов, который был свидетелем операции по освобождению заложников в Саратове в 1989 году, называл действия «Альфы» при штурме квартиры «фантастически молниеносными и виртуозными»: он же решил спросить оперативника из незнакомого тогда ему подразделения, где тот работает, и услышал ответ: «Там, где нужна наша помощь». Когда в СССР с визитом прибыл с визитом экс-президент США Ричард Никсон, один из охранявших его бойцов «Альфы» рассказал своему американскому коллеге историю подавления бунта заключённых в Сухуми, но тот не поверил в правдивость описываемых событий, посчитав, что эта история больше схожа с сюжетом кинофильма. Кадры с места происшествия на Васильевском спуске 1995 года, когда в заложниках оказались южнокорейские туристы, транслировались многими российскими и зарубежными телеканалами, вследствие чего в Южной Корее неоднократно звучали слова благодарности в адрес оперативников за спасение всех заложников и предотвращение трагедии. В 1997 году Ян-Улоф Нюстрём, спасённый из рук террориста у шведского посольства, выражал соболезнования родственникам погибшего сотрудника «Альфы» Анатолия Савельева, отметив его личное мужество и даже назвав его в интервью «своим братом», а шведское посольство пообещало усилить меры безопасности после случившегося; правительство Швеции обещало также оказать всю посильную помощь семье Савельева. По словам Владимира Козлова, хорошие отношения у сотрудников ЦСН и «Альфы», в частности, были налажены с израильскими и южнокорейскими коллегами.
Зарубежные специалисты из британских SAS, американской «Дельты» и израильского Моссада, оценивая действия спецподразделений ФСБ (в том числе «Альфы») во время операции по освобождению заложников в 2002 году на Дубровке, отмечали, что спецназовцы «сделали невозможное», сумев спасти большое количество человек. Руководство казахского спецподразделения «Арыстан», которое является преемником алма-атинского регионального отделения «Альфы», полагало, что ситуация на Дубровке была очень сложной и любой промах мог стоить сотен человеческих жизней, но российские оперативники сработали в те дни достаточно профессионально. В 2002 году командир «Арыстана» Сейтжан Койбаков утверждал, что ФСБ пришлось импровизировать по ходу антитеррористической операции, однако самым главным стало то, что спецназовцы предотвратили взрыв и спасли более 700 человек. По словам начальника группы «А» Валентина Андреева, сотрудники западных спецслужб даже обращались к оперативникам «Альфы» с просьбой поделиться опытом в проведении операции по освобождению такого большого количества заложников.
Журналист издания Life.ru Сергей Андреев утверждал, что в дальнейшем подразделения специального назначения разных стран Европы начали активно проводить подобные учебные захваты заложников, моделируя ситуацию на Дубровке и пытаясь подготовить своих бойцов на случай повторения подобного сценария. Однако, по словам ветеранов спецназа ФСБ, всякий раз полицейские и армейские подразделения даже во время учений не справлялись с задачей, теряя до 80 % личного состава и оказываясь не в состоянии спасти заложников. В 2004 году в интервью The New York Times действия оперативников «Альфы» в Беслане сравнивались с работой пожарных Нью-Йорка в день террористических атак на ВТЦ, а автор публикаций о вооружённых силах России Роджер Макдермотт отмечал, что даже в самые тяжёлые моменты штурма школы спецназовцы делали всё возможное, чтобы спасти детей. Проведённые «Альфой» операции по освобождению заложников (в том числе из захваченных террористами самолётов и автобусов) могут служить примером использования спецподразделений мира в рамках успешной борьбы с терроризмом: как минимум до 1992 года включительно «Альфа» не имела ни одного провала.
Репутация «Альфы» среди других антитеррористических подразделений стран мира укреплялась за счёт успешных выступлений на международных соревнований. На 8-м открытом первенстве Чехии среди военных и полицейских снайперов, проходившем в городе Либава с 16 по 19 мая, снайперы группы «А» заняли 4-е место в командном зачёте: из 78 человек один из сотрудников «Альфы» занял 1-е место в личном первенстве, другой — 4-е, а в общем зачёте победу праздновала команда чешского полицейского спецназа URNA. На 5-м Кубке мира среди полицейских и военных снайперов, проходившем в Венгрии, в полицейской категории «Альфа» выиграла командный зачёт, а двое её сотрудников заняли 1-е и 3-е места в личном первенстве (всего участвовали 113 человек из 56 команд, представлявших 22 государства). В 2011 году на международном соревновании антитеррористических подразделений «Super SWAT International Round-Up 2011» («Super Special weapons and tactics»), прошедшего в американском штате Флорида, оперативники «Альфы» завоевали первое и второе места в двух номинациях, а группа «Альфа» получила звание лучшей международной команды.

### Критика
На первых порах у «Альфы» не было возможности помочь своим экс-оперативникам, отправленным в отставку по инвалидности, или родственникам сотрудников, погибших при исполнении обязанностей. В случае получения военнослужащим ранения, приводящего его к инвалидности, подразумевалась его немедленная отставка и отправление в запас, а государство выплачивало ему относительно небольшую пенсию. Родственники погибшего оперативника также не могли рассчитывать на большую компенсацию или серьёзную материальную помощь. Разрешение этой ситуации частично удалось произвести только начальнику 7-го управления КГБ СССР А. Д. Бесчастнову, который ходатайствовал перед Ю. В. Андроповым за получивших инвалидность бойцов, а также добился повышения оклада некоторым бойцам, отправляющимся в горячие точки, и льготного начисления срока службы (день за полтора).
В 1997 году во время освещения захвата заложника у посольства Швеции некоторые российские издания утверждали, что погибший сотрудник группы «А» Анатолий Савельев скончался не от сердечного приступа, а от полученных огнестрельных ранений, и обвиняла группу в крайнем непрофессионализме и неоказании медицинской помощи соответствующими квалифицированными сотрудниками. Однако официальные данные говорили о том, что имело всего одно ранение от срикошетившей пули, которое по определению не могло быть смертельным. Было возбуждено уголовное дело, однако в 2000 году следственное управление Главной военной прокуратуры сняло все обвинения с сотрудников ФСБ, признав, что все действия оперативников были законными и адекватными в соответствии со сложившейся ситуацией.
Ряд британских военнослужащих Особой воздушной службы и Королевской морской пехоты в 2004 году в интервью The Guardian критиковали действия сотрудников ЦСН ФСБ (в том числе оперативников групп «А» и «В») во время операции по освобождению заложников в Беслане, полагая, что оперативники действовали исключительно по ситуации, без предварительно разработанного плана. Вместе с тем британцы заявили, что в случае присутствия террористов-смертников в здании школы полицейским спецподразделениям других стран также пришлось бы отказаться от традиционной тактики. По их мнению, традиционная тактика не помогла бы бескровно разрешить кризисную ситуацию и спасти всех заложников.

## Скандалы и инциденты
После событий в Вильнюсе в ночь с 12 на 13 января 1991 года ряд печатных изданий подвергали обструкции группу «А», возлагая на неё ответственность за гибель 14 гражданских лиц при штурме телебашни. Прокуратура Литвы официально в отношении личного состава возбудило уголовное дело по ст. 88, ч. 2 УК Литовской ССР («Попытка совершения госпереворота»). Согласно официальной версии властей Литвы, все 14 человек погибли из-за действий советских воинских частей и подразделений силовиков, хотя оперативники «Альфы» отрицали факт применения огнестрельного оружия в ту ночь. По воспоминаниям сотрудников группы «А», у них были только холостые патроны и взрывпакеты, но об этом знали и протестующие, которые не боялись не только стрелять по оперативникам, но и бросать в них самодельные гранаты и даже драться с применением палок, дубинок и заточек. Участвовавший в операции М. В. Головатов был объявлен Литвой в общеевропейский розыск и арестован в Вене в 2011 году, но позже освобождён австрийскими властями в связи с неясностью предъявленных Литвой обвинений. Решение австрийских властей вызвало возмущение у литовских властей, которые отменили сроки давности за преступления против человечности. В 2019 году всех оперативников группы «А» заочно осудили окружным судом Вильнюса: Головатов, в частности, был приговорён к 12 годам лишения свободы.
В июне 2019 года несколько сотрудников ФСБ участвовало в разбойном нападении на банк «Металлург», где у предпринимателя Александра Юмаранова было изъято 136 миллионов рублей, которые он получил по расписке в долг. В нападении участвовали сотрудники спецподразделений «Альфа» и «Вымпел», а также управления «К» ФСБ (всего 7 человек). 24 января 2022 года всех семерых подсудимых признали виновными и приговорили к разным тюремным срокам: старший прапорщик «Альфы» Хетаг Маргиев получил 8,5 лет лишения свободы, капитаны «Альфы» Роман Оболенский и капитан Владимир Урусов получили по 9 лет лишения свободы, а всех осуждённых лишили воинских званий. На суде подсудимые признали свою вину, заявив, что на преступление пошли исключительно из-за бедственного материального положения. Осуждённых также обязали выплатить компенсацию потерпевшему в размере 81 млн рублей.
25 декабря 2019 года в ходе крупномасштабной операции с участием силовых структур, проводившейся в Москве, Подмосковье и Владимирской области, были арестованы два бывших сотрудника «Альфы» — капитан Борис Чукаев и прапорщик Александр Чуканов — и их сообщник из компании «Авуар Дельта», специалист по стратегическому планированию Андрей Воскресенский. Всех троих обвинили в серии убийств: банда была образована в 2000 году после увольнения Чукаева и Чуканова из ФСБ и, по версии следствия, была причастна к смерти нескольких предпринимателей. Никто из подсудимых свою вину не признал, а до вынесения приговора дожил только Чукаев: Чуканов умер от рака почки, а Воскресенский скончался от сердечного приступа, вызванного коронавирусной инфекцией. 18 октября 2022 года Чукаева приговорили к 18 годам колонии строгого режима и обязали выплатить компенсацию в размере 40 млн рублей семьям погибших, не лишив его при этом ни воинского звания, ни наград.

## В культуре

### Легенда об акте мести против «Хезболлы»
В общественности распространена городская легенда об участии группы «Альфа» в освобождении советских дипломатов из шиитского плена. 30 сентября 1985 года шииты из исламской экстремистской организации «Хезболла» похитили четверых советских дипломатов в Бейруте и расстреляли одного из них, Аркадия Каткова, подбросив тело на футбольный стадион и выдвинув ряд требований к советским властям (в том числе в плане прекращения военно-политической поддержки Сирии, занимавшей территорию Ливана). Согласно легенде, в ответ на эти действия группа «Альфа» прибыла в Бейрут, арестовала родственника одного из членов «Хезболлы», после чего над пленным совершили акт членовредительства, отрезав часть тела и отправив её представителям боевиков с угрозами расправы над остальными деятелями партии, если заложники не будут освобождены. После этого, согласно легенде, запуганная угрозами «Хезболла» немедленно освободила оставшихся в живых заложников — Валерия Мырикова, Николая Свирского и Олега Спирина. Первоисточниками этой легенды служат несколько публикаций в прессе начала 1986 года.
Дальнейшие описания событий давались в ряде книг, в том числе в книге сотрудника ЦРУ Роберта Бэра «Идеальное убийство: 21 правило киллера» (англ. The Perfect Kill: 21 Laws for Assassins) и в книге Мэттью Льюитта «Хезболла: Глобальный след ливанской „Партии Бога“» (англ. Hezbollah: The Global Footprint of Lebanon's Party of God). В разных источниках приводятся разные описания того, что сделали с заложником: согласно Бэру, оперативники расчленили тело заложника и отправили его куски должностному лицу «Хезболлы», отдавшему приказ о похищении. Мэттью Льюитт цитировал другую, наиболее распространённую версию: группа «А» захватила в плен 12 шиитов, один из которых был кастрирован, а затем кастрированному заложнику прострелили голову и запихали гениталии в рот. Его тело отправили лично руководителю «Хезболлы» Имаду Мугнии, к телу прилагалось письмо со списком родственников всех членов «Хезболлы» и предупреждение: «Если советские дипломаты не будут освобождены, все остальные члены „Партии Бога“ закончат свою жизнь таким же образом, как этот человек». Также Льюиттом приводилась версия, что члену «Хезболлы» отрезали не то ухо, не то два пальца, отправив отрезанные части тела отдельными посылками по почте родственникам.
Однако, по словам полковника Службы внешней разведки Российской Федерации в отставке Юрия Перфильева, являвшегося в 1985 году резидентом советской разведки в Ливане, эта легенда не имеет реальных поводов для основания: СССР не имел ни формальных прав, ни возможностей использовать подразделения в составе Седьмого управления КГБ СССР для освобождения заложников, а слухи о применении спецподразделений были навеяны западными кинобоевиками. Для освобождения всех троих дипломатов СССР направил своего специального представителя, который занимался судьбой заложников. Согласно писателю Вячеславу Лашкулу, заложников освободили только после долгих переговоров, в которые были вовлечены палестинцы, иранцы и шииты, и приёмов давления. Возможным основанием для зарождения легенды стал случай, когда в ходе переговоров кто-то из арабских военизированных группировок расправился с несколькими членами «Хезболлы», внушив им, что эта расправа — дело рук КГБ СССР, чьё руководство решило отомстить за захват дипломатов.

### Показательные выступления
О физических и тактических возможностях оперативников рождались многочисленные слухи, граничащие с городскими легендами: им приписывали возможности всадить в оконную раму несколько ножей подряд, не задев стекло, или жонглировать гранатами, положив на кончик носа цветок. Так, газета «Аргументы и факты» в 1995 году в одной из статей писала, что оперативники могли с расстояния в 30 м прицельно метнуть нож в оконную раму. Отчасти распространению этих мифов способствовали многочисленные показательные выступления бойцов группы в Центре специального назначения в конце 1990-х — начале 2000-х, в которые входили разные упражнения от показательных стрельб до учебных захватов и штурмовых операций на глазах у высоких гостей. Однако сотрудники сами неоднократно выражали своё негативное отношение к подобным действиям: в 2003 году они направили открытое письмо депутату Юрию Щекочихину, требуя прекратить превращение ЦСН в «эстрадно-цирковой аттракцион».

### Художественные фильмы
В 1990 году на экраны вышел кинофильм «Взбесившийся автобус» по мотивам операции по освобождению заложников в Орджоникидзе — первый фильм, в котором в том или ином виде появлялись сотрудники группы «А» (главную роль сотрудника группы «А» Валентина Орлова — собирательный образ — исполнил Ивар Калныньш). Вместе с тем сами действия «Альфы» были показаны крайне скудно, а некоторые детали сюжета фильма противоречили реальным фактам.
7 марта 2023 года кинокомпании «Инферно» и «Берг Саунд» объявили о начале съёмок телесериала под рабочим названием «Позывной. Альфа», в основу которого лягут реальные истории спецподразделения ФСБ. В частности, в четырёх пилотных сериях основу сюжета должны были составить операции по спасению заложников из захваченных террористами кафе, самолёта и из петербургских «Крестов». В съёмочную группу вошли режиссёр Иван Архипов, сценарист Андрей Щербинин, а главные роли должны исполнить Владимир Епифанцев, Максим Щеголев и Олег Тактаров.
В феврале 2024 года вышел художественный фильм «Командир» о командире группы «Альфа», Герое Советского Союза Геннадии Зайцеве.

### Компьютерные игры
- В 2005 году российской компанией MiST Land South были разработаны две пошаговые компьютерные стратегии о спецподразделении «Альфа»: игра «Альфа: Антитеррор» и самостоятельное дополнение к ней «Альфа: Антитеррор. Мужская работа». Рецензенты компьютерных игр отметили крайне высокую реалистичность обеих стратегий, которая при этом значительно усложняла процесс и заставляла игрока испытать на себе все трудности управления спецподразделением и принятия решений в критических ситуациях[269][270].
- В компьютерной игре 2012 года «Medal of Honor: Warfighter» в режиме мультиплеера группа «Альфа» является одним из подразделений типа Tier 1, доступных игроку в качестве выбора (помимо этого, аналогичный статус носят такие подразделения, как британская Особая воздушная служба, австралийский отряд SASR[англ.], польский отряд GROM, немецкий отряд KSK и отряд спецназа ВМС США SEAL)[271].
- В компьютерной игре «Tom Clancy's Rainbow Six Siege» 2015 года, разработанной компанией Ubisoft, присутствует доступный для игры штурмовой отряд «Спецназ» из 4 человек. Прототипом для отряда послужили различные спецподразделения Вооружённых сил РФ и МВД РФ, в том числе и «Альфа»[272][273]. Члены Международной ассоциации ветеранов подразделения антитеррора «Альфа» участвовали в консультировании Ubisoft во время разработки и тестирования игры[274].
- В MMORPG «Калибр» присутствует фракция «Альфа» и четыре её оперативника, которыми можно управлять[275].

### На русском
- Болтунов М. Е. «Альфа» — сверхсекретный отряд КГБ. — М.: Кедр, 1992. — 208 с. — 100 000 экз. — ISBN 5-7037-0257-7.
- Болтунов М. Е. «Альфа» не хотела убивать. — СПб.: Шанс, 1995. — 400 с. — (Беспредел). — 51 000 экз. — ISBN 5-900740-09-9.
- Болтунов М. Е. Золотые звёзды «Альфы». — М.: Кучково поле, СДЮЦСЕ, 2009. — 156 с. — 1500 экз. — ISBN 978-5-9950-0058-7.
- Зайцев Г. Н. «Альфа» — моя судьба. — СПб.: Славия, 2006. — 599 с. — ISBN 5-9501-0099-9.
- Зайцев Г. Н. «Альфа»: дела и люди. — СПб.: Славия, 2016. — 795 с. — ISBN 5-9501-0212-7.
- Михайлов С. Ю. Криминальный Саратов: Очерки. — Саратов: Слово и К, 1997. — Т. 1. — 160 с. — 5000 экз.
- Мороз О. П. Красные больше не вернутся. — М.: Русь-Олимп, 2007.
- Север А. М. Спецназ КГБ. Гриф секретности снят!. — М.: Яуза, Эксмо, 2008. — С. 625—648, 687—710, 732—763. — 800 с. — 5000 экз. — ISBN 978-5-699-30397-7.
- Филатов А. А. Крещёные небом. — М.:: Офицеры Группы А, Книжный мир, 2012. — 304 с.
- Филатов А. А. Люди «А». — М.: Книжный мир, 2019. — 230 с. — ISBN 978-5-6041-8873-6.
- Альфа (Группа «А») : [арх. 15 июня 2022] / Хаустов В. Н. // А — Анкетирование [Электронный ресурс]. — 2005. — С. 572. — (Большая российская энциклопедия : [в 35 т.] / гл. ред. Ю. С. Осипов ; 2004—2017, т. 1). — ISBN 5-85270-329-X.

### На английском
- Christopher Andrew, Vasili Mitrokhin. The Sword and the Shield: The Mitrokhin Archive and the Secret History of the KGB. — New York: Basic Books, 1999. — P. 389—391. — ISBN 0-465-00310-9.
- David Cox. Close Protection: The Politics of Guarding Russia's Rulers. — Greenwood Publishing Group, 2001. — ISBN 978-0-275-96688-1.
- Barry Davies. The Spycraft Manual: The Insider's Guide to Espionage Techniques. — Carlton Books Ltd, 2005. — ISBN 1-84442-577-0.
- David Satter. Age of Delirium: The Decline and Fall of the Soviet Union. — New Haven, Conn: Yale University Press, 2001. — ISBN 0-300-08705-5.
- Jeffery T. Richelson. A Century of Spies: Intelligence in the Twentieth Century. — Oxford University Press, 1997. — ISBN 978-0195113907.

### Сайты
- Международная ассоциация ветеранов подразделения антитеррора «Альфа». Дата обращения: 3 мая 2020.
- «Спецназ России» — газета Ассоциации ветеранов группы «Альфа». Дата обращения: 3 мая 2020.
- Союз «Офицеры группы “Альфа”». Дата обращения: 3 мая 2020.
- Центр спецназначения ФСБ — группы «Альфа» и «Вымпел». Архивировано из оригинала 11 июня 2009 года.

### Пресса
- Павел Евдокимов. История проведения антитеррористических операций группы «Альфа» // Братишка. — 2009. — Август. Архивировано 10 января 2011 года.
- Ева Меркачёва. Ветеран секретной группы «Альфа» раскрыл тайны о службе в КГБ. Московский комсомолец (26 июля 2015). Дата обращения: 21 июня 2019.
- Как попасть в спецназ ФСБ. Практические советы от… Сообщество ветеранов спецназа России, СНГ и бывшего СССР (21 февраля 2013). Дата обращения: 3 мая 2020.
- Дмитрий Коняхин. Самое секретное подразделение КГБ. Независимое военное обозрение. ФСБ (26 мая 2000). Дата обращения: 4 января 2022.
- Игорь Атаманенко. Команда «Альфа»: беспримерные труды и редкие фейерверки. Как возникло подразделение особого риска. Независимое военное обозрение (5 августа 2021). Дата обращения: 16 ноября 2023.

### Видео
- Клим Санаткин. Легендарное спецподразделение «Альфа» отмечает юбилей. Первый канал (29 июля 2014). Дата обращения: 25 апреля 2023.